# Citroën 2 CV
El Citroën 2 CV fue un automóvil francés muy económico que comenzó a producirse en 1948 con la intención de motorizar a las clases populares. Su planteamiento, común en la Europa de la posguerra, era similar al del VW Escarabajo en Alemania o el Fiat 500 en Italia. Se caracterizaba por montar un motor de dos cilindros opuestos refrigerado por aire —inicialmente de 375 cm³— y un ingenioso sistema de suspensión que le permitía transitar por caminos en mal estado. Su denominación hacía referencia a la potencia fiscal en Francia, deux chevaux fiscaux (dos caballos fiscales). Se mantuvo en producción hasta 1990.
Entre los años 1948 y 1990 se produjeron 3 868 634 unidades del 2 CV y 1 246 335 unidades de la variante furgoneta, lo que totaliza 5 114 969 unidades fabricadas. De todas estas, 280 459 unidades fueron fabricadas en España.

## Proyecto TPV (auto muy pequeño)

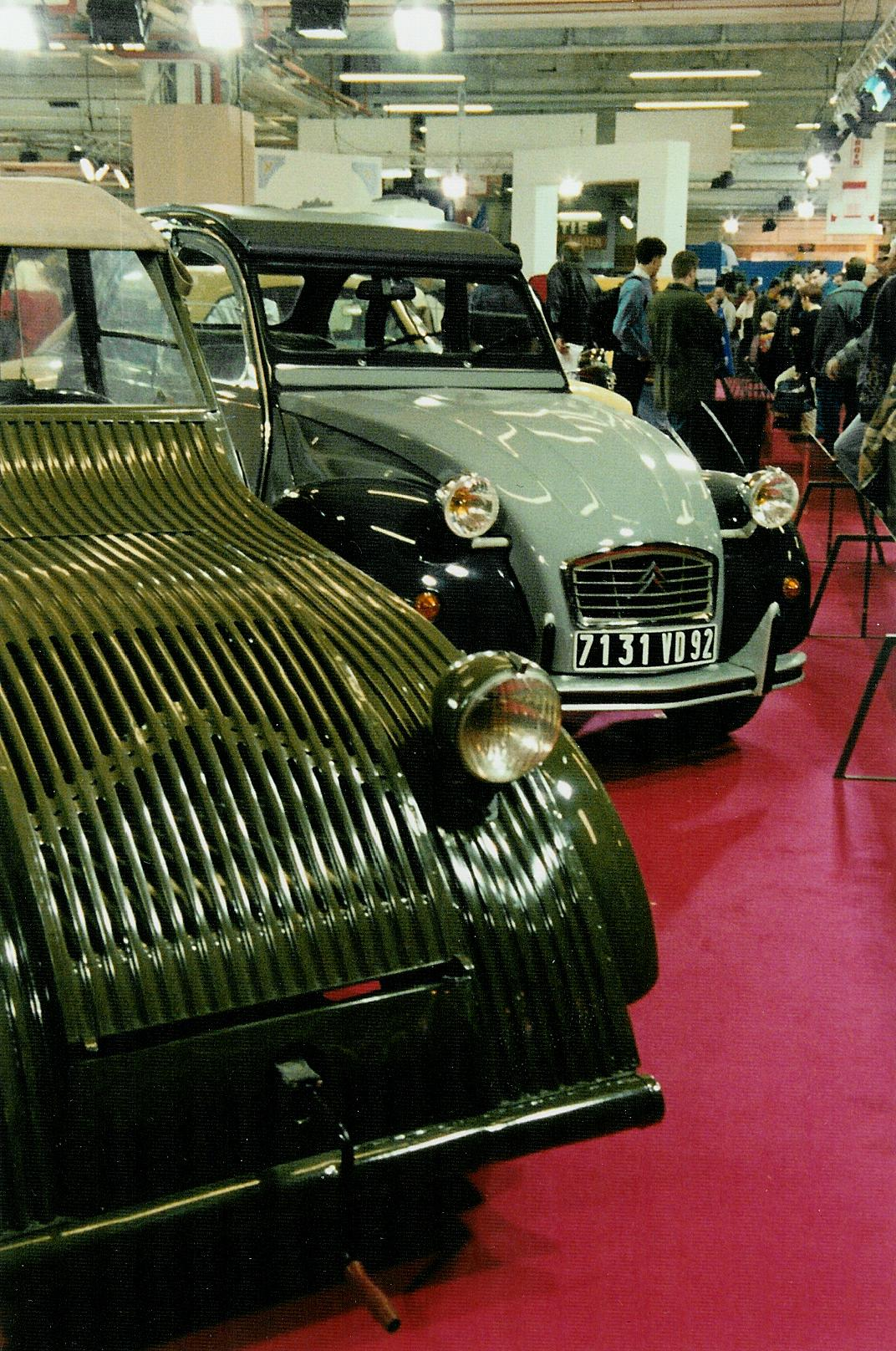
Un prototipo de 1939 junto a un modelo de 1990.

### Expresión de una necesidad
En 1937, Michelin, fabricante francés de neumáticos, compró Citroën y nombró director general a Pierre-Jules Boulanger. Su primer proyecto fue un auto barato destinado a la Francia rural. Con ello la empresa matriz pretendía hacer que aumentase la demanda de neumáticos. Basándose en una encuesta realizada entre clientes potenciales de todo el país, Boulanger definió las características esenciales del proyecto TPV (siglas en francés de très petit voiture: coche muy pequeño): cuatro plazas, poder cargar 50 kg de equipaje, 2 CV fiscales, tracción delantera, velocidad máxima de 60 km/h, caja de cambios de 3 marchas, consumo de 3 l/100 km y una suspensión que permitiera atravesar un campo arado con una cesta de huevos sin que se rompieran. Además, cualquier principiante tenía que poder conducirlo fácilmente y, ante todo, debía ser extremadamente austero. El lema publicitario «el paraguas rodante» de finales de los 60 sintetizaba a la perfección el concepto concebido por el patrón de la empresa. Se nombró director de la oficina de diseño a André Lefebvre, quien ya había demostrado su capacidad durante el desarrollo del Traction Avant. Sus colaboradores serían Pierre Meyer y Alphonse Forceau —diseñadores de la ingeniosa suspensión que constituye una parte esencial en la técnica del 2 CV—, Jean Muraret —responsable de la carrocería— y Flaminio Bertoni. El resultado recuerda bastante al Chrysler Airflow de 1934.

### Ideas y medios
El equipo tenía carta blanca, si bien no podía alterar la estética ni mejorar las prestaciones. Se estudiaron todas las posibilidades en los diversos apartados, para los brazos de la suspensión se usó un material inusual como el magnesio; las puertas eran circulares para que pudieran bascular (era preciso tener cuidado con los dedos); se experimentó un sistema de iluminación inspirado en las luciérnagas; y, entre otras cosas, se montó un techo de lona y se usó mica para las ventanas con el objeto de ahorrar peso. Cada prototipo se probaba en el centro de La Ferté-Vidame. Pierre Boulanger decidía qué soluciones se incorporaban al diseño final. Se evitaban las que alterasen el principio de sobriedad absoluta que marcaba el proyecto, y tan solo se hicieron dos excepciones: la calefacción ideada por los ingenieros para los ensayos en invierno —que utiliza fundas de fieltro para recuperar el calor del escape— y la tapicería que la señora Boulanger había sugerido a su marido.

### Suspensión del proyecto
Poco antes del comienzo de la II Guerra Mundial, el desarrollo del proyecto dirigido por André Lefèbvre se plasmó en un auto de chapa ondulada muy fina de aleación de aluminio, que montaba un motor refrigerado por agua de dos cilindros opuestos de 375 cm³.
El 1 de septiembre de 1939, ya se habían montado 250 coches en la factoría de Levallois-Perret. Pocos días antes, el 28 de agosto, el Ministerio de Minas ya había dado su aprobación para su comercialización.
Pero la inminencia de la guerra obligó al patrón de Citroën a dar la orden de desmontar y destruir todas las unidades terminadas del tipo A. Algunas de estas, sobre todo los prototipos, se escondieron en los áticos del centro de pruebas, en La Ferté-Vidame, y en los sótanos de la oficina de desarrollo de Citroën, en la calle del Teatro de París.
Además de esto, se reestructuraron todas las naves de producción desde inicios de la guerra para la construcción de carros de combate de la marca Renault. Cualquier intento de continuar la producción de prototipos sería imposible, y más considerando el peligro de que los alemanes utilizaran el proyecto para sus propios fines.
Durante la ocupación, los alemanes, que sabían del proyecto del TPV, pidieron a Boulanger sus planos y ofrecieron a cambio los del Kdf-Wagen, el embrión del VW Escarabajo. El patrón de Citroën no quiso saber nada del intercambio. A partir de 1941 se reanudó en secreto el desarrollo del TPV. Se descartó el uso del magnesio, indisponible a causa de la guerra. El motor seguía siendo refrigerado por agua, pero durante los ensayos acusó problemas de congelación en los días más fríos.
También en 1944 se realizaron los primeros estudios de la suspensión hidroneumática de Citroën incorporados al TPV.

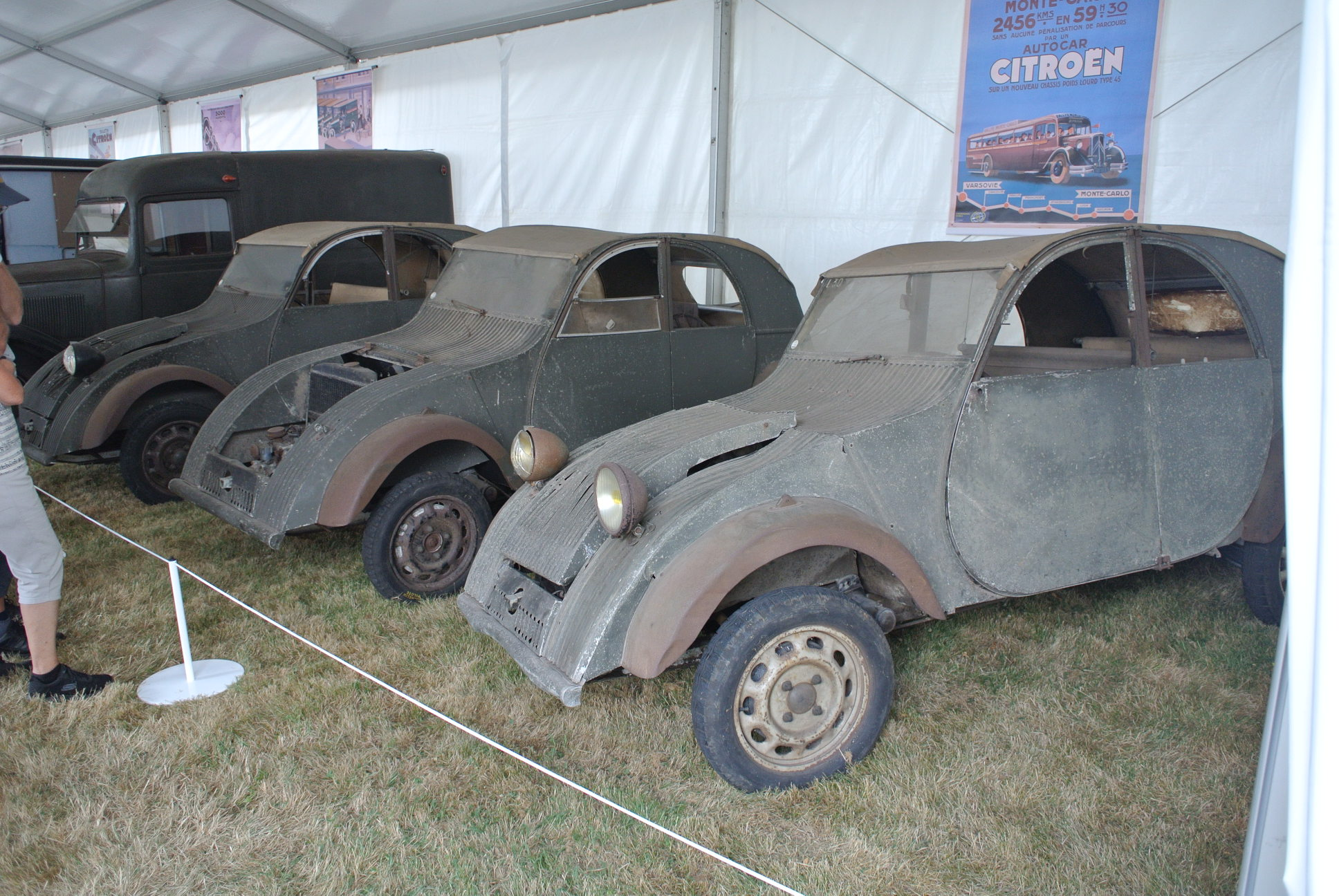
Los tres prototipos TPV encontrados en los años 90 fueron presentados en un acto conmemorativo del centenario de la marca celebrado en La Ferté Vidame en julio de 2019

## Desarrollo
Una vez finalizada la guerra, se aceleró el proyecto. Walter Becchia terminó de desarrollar un motor de dos cilindros opuestos de 375 cm³ y que, a diferencia del anterior, estaba refrigerado por aire. Su potencia era de 9 CV SAE. Para su construcción, Becchia se inspiró en el motor de la motocicleta de Flaminio Bertoni. La caja de cambios pasó a tener tres marchas y una sobremarcha; lo habitual en los modelos franceses pequeños era tres relaciones, como en el Renault Juvaquatre y en el Peugeot 202 (aunque el Fiat 500 Topolino de 1936 también incorporaba ya una caja de cambios de cuatro velocidades). Becchia, quien había persuadido a Boulanger de la pertinencia de la modificación, logró idear una caja de cambios de cuatro marchas que ocupaba el mismo espacio y con muy poco coste adicional. También se modificaron los asientos, ahora con marcos de acero tubulares, incluyendo elásticos anulares de goma. En cuanto a la carrocería, Boulanger acabó aceptando que todas las partes del futuro 2 CV fuesen estampadas, circunstancia que permitía adoptar curvaturas como la de los guardabarros traseros y delanteros. La plataforma se reforzó con separadores con planchas inferior y superior de chapa, una suspensión muy flexible y paradójicamente bastante sofisticada, interconectada lateralmente, con brazos tirados y muelles helicoidales horizontales —embutidos en un cilindro— en los costados, amortiguadores de fricción en los brazos y batidores de inercia por detrás de las ruedas (inventados por Léon Renault), lo que le confería un impresionante agarre en carretera debido a que los neumáticos siempre permanecen en contacto con el suelo.
La preocupación por la reducción de costes obligó a adoptar soluciones técnicas muy rudimentarias, como los limpiaparabrisas activados por el fleje del cable de accionamiento mecánico del velocímetro cuando el coche se hallaba en movimiento (en parado, debía accionarse manualmente, haciendo girar un pequeño volante), o las juntas universales no homocinéticas, que provocaban el «roce» del auto en las curvas cuando se giraban las ruedas (estas características se mejorarán en las versiones posteriores a 1965). En los prototipos, había que arrancar el motor con una cadena —como en las cortadoras de césped—, si bien no se mantuvo en el modelo definitivo de serie. Otro ejemplo, debido a la ausencia de delco, las bujías eran accionadas en cada revolución del motor (justo antes del punto muerto superior), y no cada dos revoluciones; como consecuencia de ello las bujías duraban menos de lo normal. Tampoco había indicador de combustible en el salpicadero y para saber el nivel era preciso usar una varilla calibrada que se introducía en el depósito. Eso sí, la relación de Citroën con Michelin permitiría que, coincidiendo con su lanzamiento, el 2 CV fuese el primer automóvil de serie que venía equipado con neumáticos radiales.

## Vida comercial

### Presentación oficial

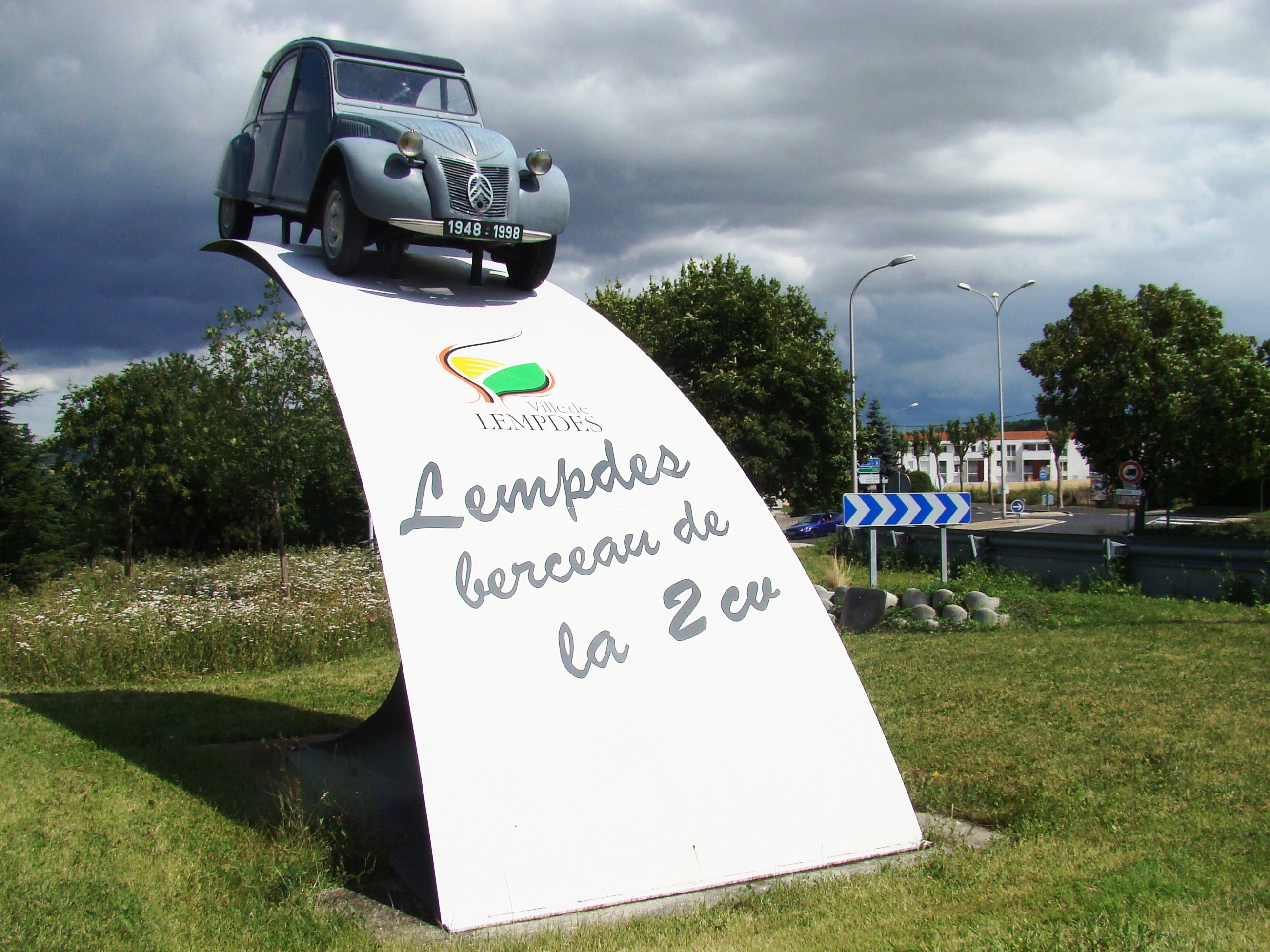
Monumento situado en la entrada de Lempdes (Puy-de-Dôme) que recuerda el origen auvernés del 2 CV.

El 7 de octubre de 1948, Citroën presentó en el Salón del Automóvil de París la versión casi definitiva del 2 CV tipo A. Todavía no estaba disponible y no era posible ver lo que se escondía bajo el capó. Este detalle fue muy criticado por la prensa, que no entendía el secretismo de la empresa. Sin embargo, la respuesta del público fue mucho más entusiasta. Hubo quien bromeaba, «¿Incluye abrelatas?». Pero el alborozo inicial se apagó cuando se comunicó el precio, que era solo temporal, y se informó de forma imprecisa sobre los plazos de entrega. La prensa fue implacable, criticó su extraño diseño y la tosquedad de su construcción.
En 1949, justo antes de la inauguración del Salón del Automóvil de París, se entregó una unidad al organismo francés responsable de las homologaciones y se designó como Tipo A (igual que el TPV de 1939). Una vez homologado, comenzó la producción del 2 CV tipo A, en una sola versión y con el mismo color. Se vendía sin cerraduras en las puertas: el dispositivo antirrobo propuesto era similar al de las bicicletas, esto es, atrapado entre el volante y la barra central del asiento delantero. El salpicadero solo tenía dos instrumentos, el velocímetro y el amperímetro.
Sin abandonar la sobriedad, el folleto de presentación tenía cuatro páginas en formato de postal (9 × 13 cm), impresas en monocromo con cuatro fotos. Pero el proyecto también trajo algún elemento innovador, como el montaje de serie de neumáticos radiales Michelin, que se estrenaban con el 2 CV. El diseño del chasis se adecuó al uso de este tipo de neumáticos.

### Lento crecimiento de las ventas
El inicio de la larga carrera comercial del 2 CV fue complicado. Como las existencias de acero eran escasas, el Estado francés las administró favoreciendo a Renault, una empresa nacional que producía el 4 CV, rival directo del 2 CV. Estas restricciones limitaban la producción a cuatro unidades diarias.
El 11 de julio de 1949 se inició la producción a gran escala. La empresa seleccionó a los primeros clientes, que ya podían hacer el pedido del «patito feo», entre todas las solicitudes. Tuvieron que armarse de paciencia, pues debido a la alta demanda los plazos de espera aumentaron; entre tres y cinco años (excepto para los clérigos, los médicos y los buenos clientes de Citroën). Por ese motivo, los modelos de segunda mano llegaron a alcanzar precios superiores a los de los modelos nuevos, que costaban 228 000 francos franceses. Se produjeron 876 unidades en 1949 y 6200 en 1950. La producción crecía lentamente, entre 1948 y 1959 solo se fabricaron 125 573 unidades del modelo A. La introducción de mejoras en las nuevas versiones supuso un impulso, la producción acumulada llegó a 232 551 unidades en 1961. Al final, un total de 5 114 961 unidades salieron de las fábricas, a las que hay que sumar los derivados Dyane y Mehari.

### Evolución
En 1951, Citroën introdujo la furgoneta de 2 CV tipo AU (U de utilitaire [vehículo comercial]). Montaba el mismo motor que el sedán (Tipo A) y podía transportar dos personas y 150 kg de carga. En 1952 fue escogida por los servicios postales franceses para hacer el reparto en las zonas rurales. El sedán recibió entonces el cierre en las puertas.
A mediados de 1953, la construcción de los 2 CV evolucionó de lo artesanal a la producción en serie. La estampación llegaba a las puertas, capós y guardabarros, antes construidos con ayuda de la soldadura. El logo ovalado con los chevrones dentro se sustituyó por unos chevrones mayores, lo que marca el final de una era.
En 1954, ante la demanda de más potencia y velocidad por parte de los clientes, Citroën decidió renovar el 2 CV y lanzar el tipo AZ, equipado con un nuevo motor, que no es otro que el del tipo A con la cilindrada aumentada a 425 cm³, que rinde 12 CV SAE y le permite alcanzar los 70 km/h. Los nuevos modelos llevaban embrague centrífugo de serie, que en los atascos resultaba muy cómodo, pues el desembrague se producía automáticamente cuando el motor bajaba hasta el régimen de ralentí, es decir, nunca se calaba y solo había que estar pendiente del acelerador para avanzar. La furgoneta AZU montaba las mismas mejoras que la tipo AU, pero sin embrague centrífugo: este sistema, muy práctico en ciudad, podía ser una molestia en el campo, puesto que el embrague se desconectaba cuando el motor estaba al ralentí, perdiendo el freno motor, por lo que en bajadas era necesario acelerar para que el embrague centrífugo volviese a actuar. Los 2 CV tipo A seguían comercializándose.
En 1956, apareció el tipo AZL (la L significa lujo), que era un AZ al que se le habían introducido las siguientes mejoras: un limpiaparabrisas con una resistencia para descongelar el parabrisas, el amperímetro iluminado, una luneta trasera grande que sustituía a la pequeña ventanilla que apenas permitía la visibilidad y unos ribetes cromados que resaltaban, o sobrecargaban, según se mire, la línea del 2 CV.
En 1957 se lanzó el tipo AZLP (P de portezuela del maletero). En esta versión el maletero incorporaba una portezuela, de este modo se rediseñó la capota, que ahora se prolongaba solo hasta el borde superior del maletero, y no hasta el inferior, como en las versiones anteriores. Además, se sustituyó el material de la capota, ahora de plástico. Las otras versiones continuaron produciéndose.
En 1958, se introdujo una versión de tracción integral, el tipo AW o 2 CV Sahara. Destinado a ser utilizado como vehículo de servicio en explotaciones petrolíferas, este curioso auto disponía de dos motores, el habitual delantero y otro de 425 cm³ invertido colocado en el vano del maletero. A pesar de sus sorprendentes prestaciones, este modelo solo se produjo de forma limitada hasta 1967.
Visualmente se podía identificar por su rueda de repuesto colocada sobre el capó recortado del motor, las bocas de los depósitos (tipo AW, dos tanques debajo de los asientos delanteros), con aberturas en la parte inferior de las puertas delanteras, y los guardabarros traseros recortados y ensanchados para permitir el paso de ruedas de mayor tamaño. También llevaba un ventilador trasero, al que se le había puesto una entrada en la portezuela del maletero, y la matrícula se desplazó a la parte izquierda superior de esta.
La comercialización de los tipos A y AU, cuyas ventas eran marginales desde 1954, se interrumpió oficialmente en 1960. En diciembre de ese mismo año, el viejo capó de chapa ondulada es sustituido por uno más moderno que se mantuvo invariado hasta el final de la producción. Aunque muy visible, se trataba de una modificación menor.
En 1961, un Sahara con dos motores logró subir a la cima de la duna du Pyla, en Gironda, con pendientes de hasta 40 grados.

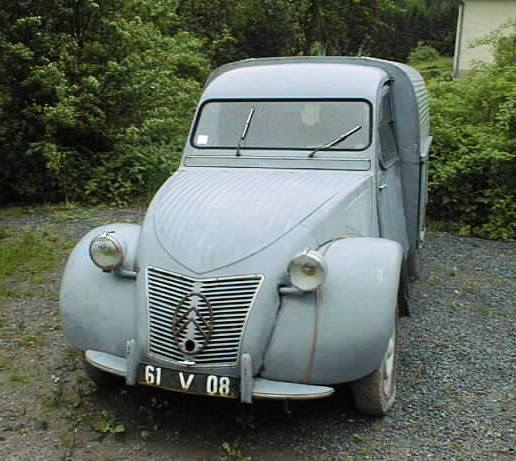
2 CV furgoneta AU
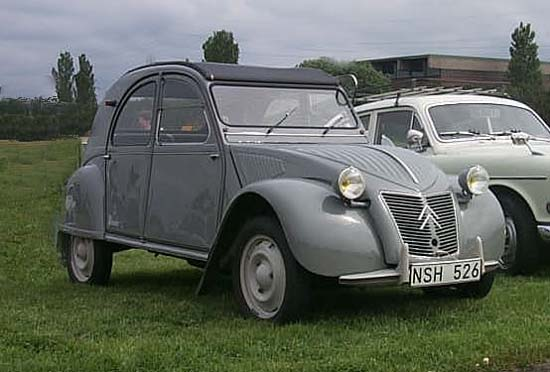
2 CV AZL, el 2 CV clásico.
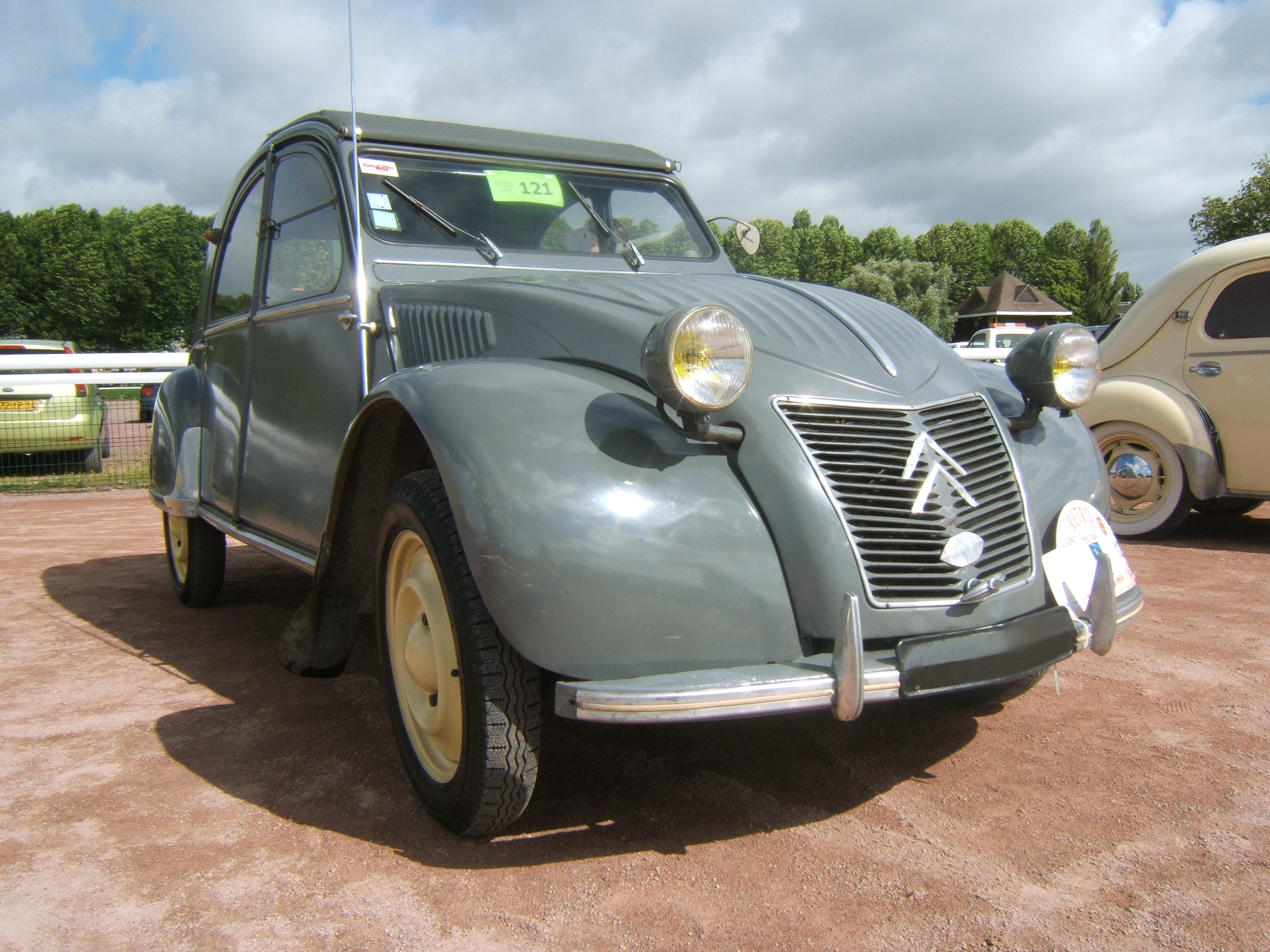
Modelo de 1956.
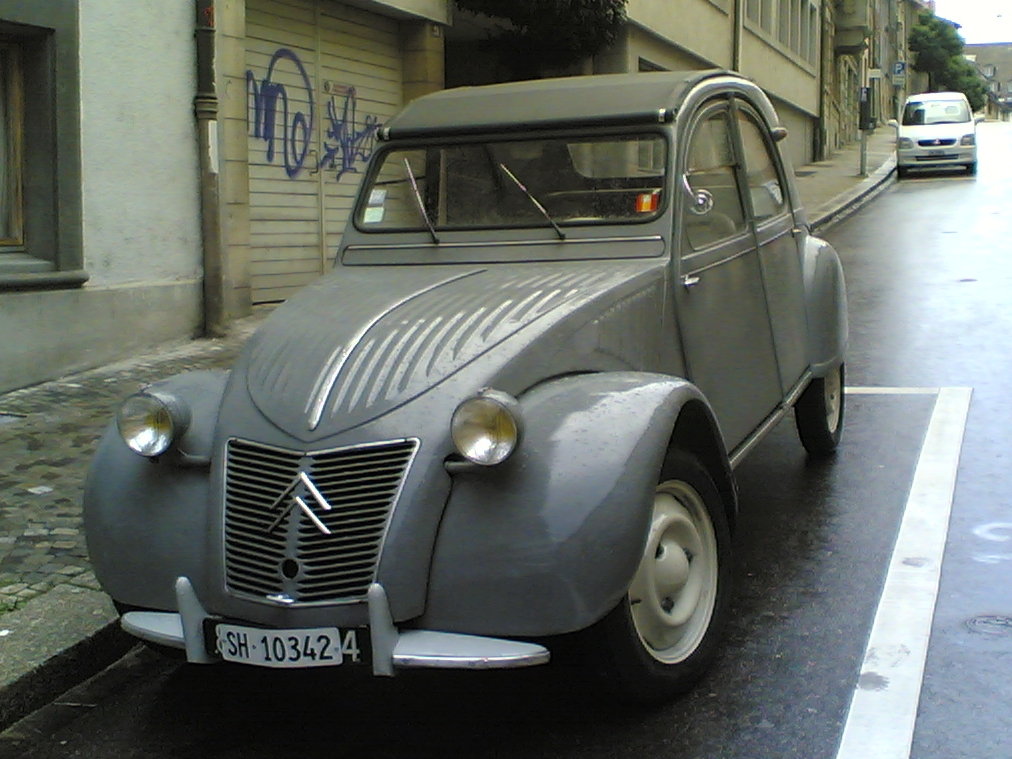
Modelo suizo fotografiado en Schaffhouse.
2 CV furgoneta con los colores de la marca de lubricantes Yacco.

### Apogeo

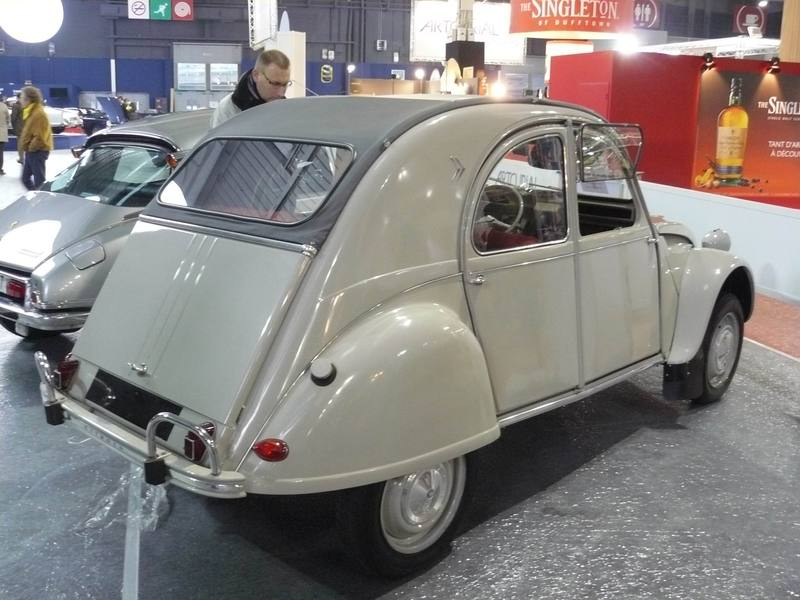
Un 2 CV Azam de 1965 destinado a la exportación a EE. UU.

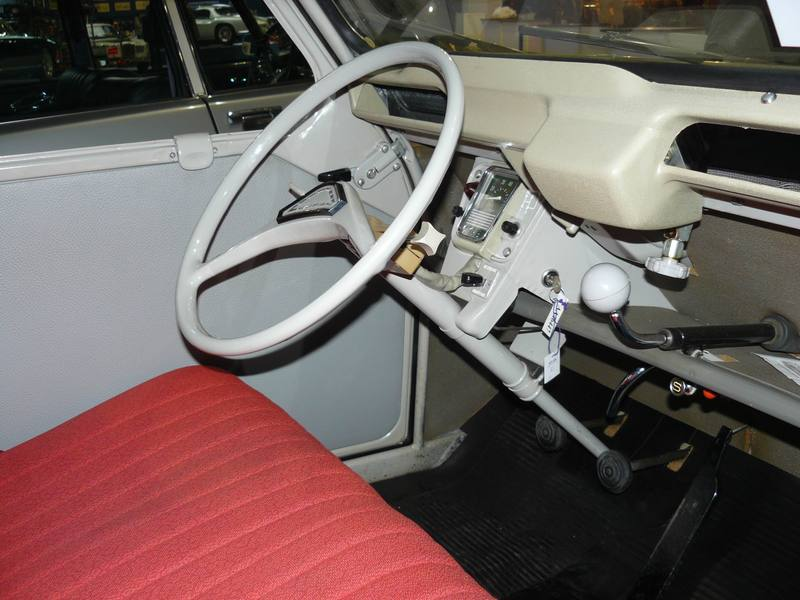
Salpicadero de un 2 CV Azam de 1965 en la versión para el mercado estadounidense.

En febrero de 1963, se introdujo el AZA (A de mejorado), con un nuevo motor basado en el del tipo AZLP, con la misma cilindrada pero más potente, 18 CV SAE, y con una caja de cambios con nuevas relaciones. Se redujo el salto entre la segunda y la cuarta marchas, aunque habría que esperar hasta el lanzamiento del 2 CV 4 y el 2 CV 6 para que el problema se subsanase totalmente. Poco después, llegó el AZAM, una versión mejorada del AZA, más confortable. En 1964, las puertas delanteras dejaron de ser de tipo suicida (que en la apertura se desplazan hacia atrás). Además, se eliminaron los batidores de inercia y se colocaron unos nuevos amortiguadores hidráulicos horizontales —tanto delante como detrás, entre los resortes centrales y los ejes— que mejoraban notablemente el confort al reducir el balanceo de la carrocería.
En 1967 apareció, simultáneamente al 2 CV AZAM, el AZAM export, equipado con el panel de instrumentos del Ami 6 y con un nivel de confort nunca alcanzado hasta entonces por el modelo. La vida comercial del Export fue corta debido a la aparición del Dyane (en cierto modo un super 2 CV), que lo canibalizó (se convertiría en unos de los 2 CV menos producidos).
En 1968, después de la aparición del Dyane, las ventas del 2 CV, que se estaba quedando desfasado, disminuyeron significativamente. A principios de 1970 se rehízo la gama, quedando la oferta en dos modelos, el 2 CV 4, de 435 cm³ y 24 CV (a 6750 rpm), que ya no tenía mucho que ver con el antiguo 435 cm³, y el 2 CV 6, de 602 cm³ y 29 CV, una cifra muy próxima a la del Ami 6 y con un par superior al del motor del 2 CV 4. Estos dos modelos conservaban el nombre 2 CV a pesar de que el 2 CV 6 tenía una potencia fiscal de 3 CV. Los pequeños intermitentes ubicados junto al marco de la puerta trasera se desplazaron a los guardabarros delanteros y se tomaron prestados del Ami 6 los intermitentes trapezoidales. Asimismo, se amplió el catálogo de colores de la carrocería: rojo, verde, amarillo, azul, es decir, colores más brillantes, acordes al espíritu de los años sesenta.
Los 2 CV 4 y 2 CV 6 representaron la renovación esperada de la gama, con pequeños cambios estéticos, como la adopción en 1974 de una calandra de plástico en lugar de la anterior de metal (3 molduras), y algunas mejoras mecánicas. En 1976, salió el 2 CV Spécial, una versión empobrecida del 2 CV 4, sin la tercera ventanilla lateral y con el viejo salpicadero. Será además el único que conserve los clásicos faros redondos; los otros dos modelos lucían ahora faros cuadrados (tipo H4 para la exportación). El 2 CV se vendía en amarillo en Francia y en azul en Suiza. También en 1976, apareció la primera versión temática de su historia: el 2 CV SPOT, de color naranja y blanco. Le seguirían muchas otras series especiales, entre ellas cabe destacar la 007, la Dolly, la France 3, la Cocorico y la Charleston. El 2 CV 4 se mantuvo a la venta hasta julio de 1979, cuando fue sustituida por el 2 CV 6 Spécial, recuperando de paso la tercera ventanilla lateral. La llegada de este último supondría el final del 2 CV 4, mal posicionado en términos de precio y cuyas últimas unidades se habían producido en septiembre de 1978, en la fábrica de Levallois. En 1979, el motor recibió un carburador de doble cuerpo que produjo un ligero aumento de potencia.

### Declive

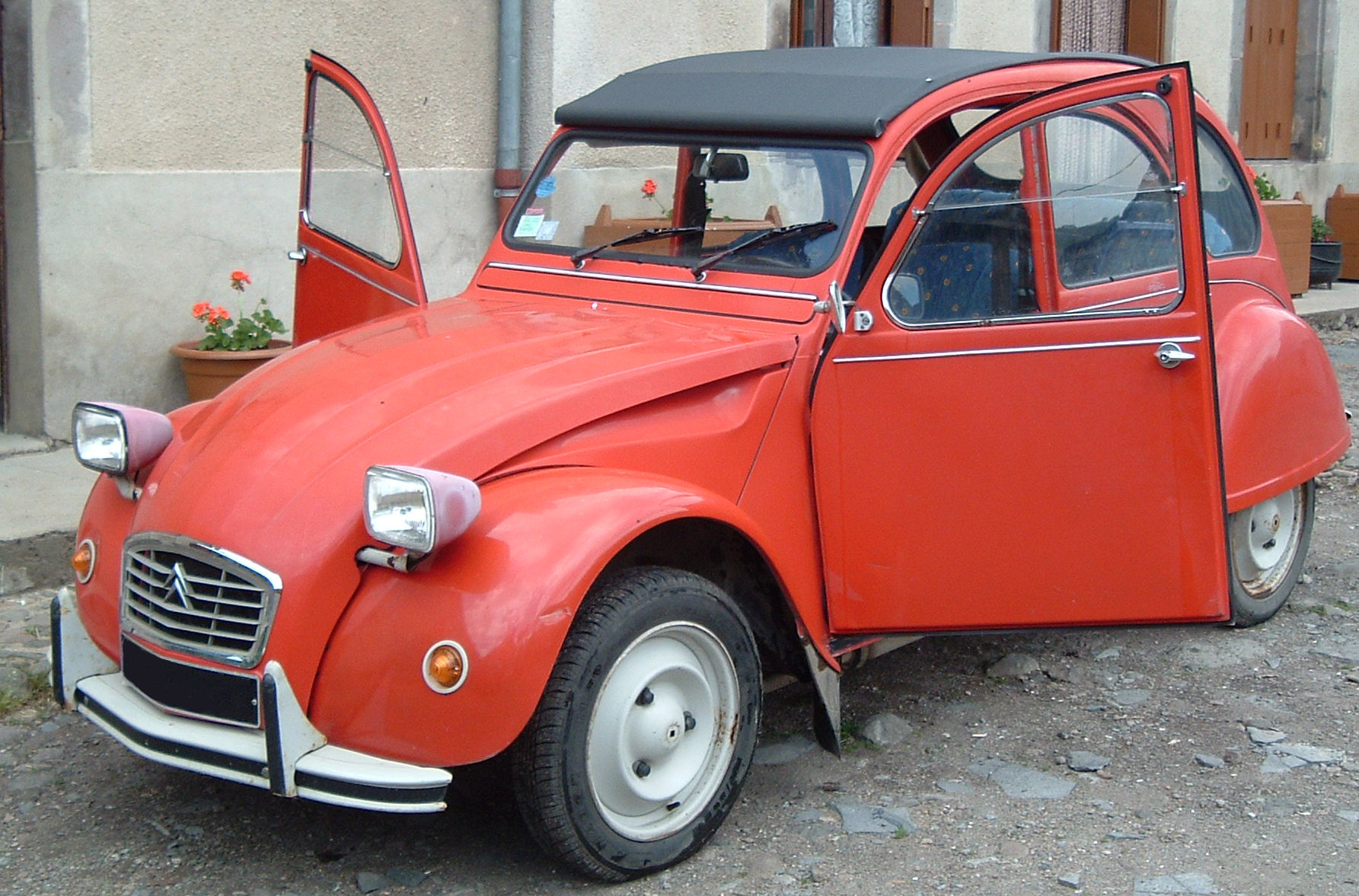
2 CV 6 Club 1974 -1984.

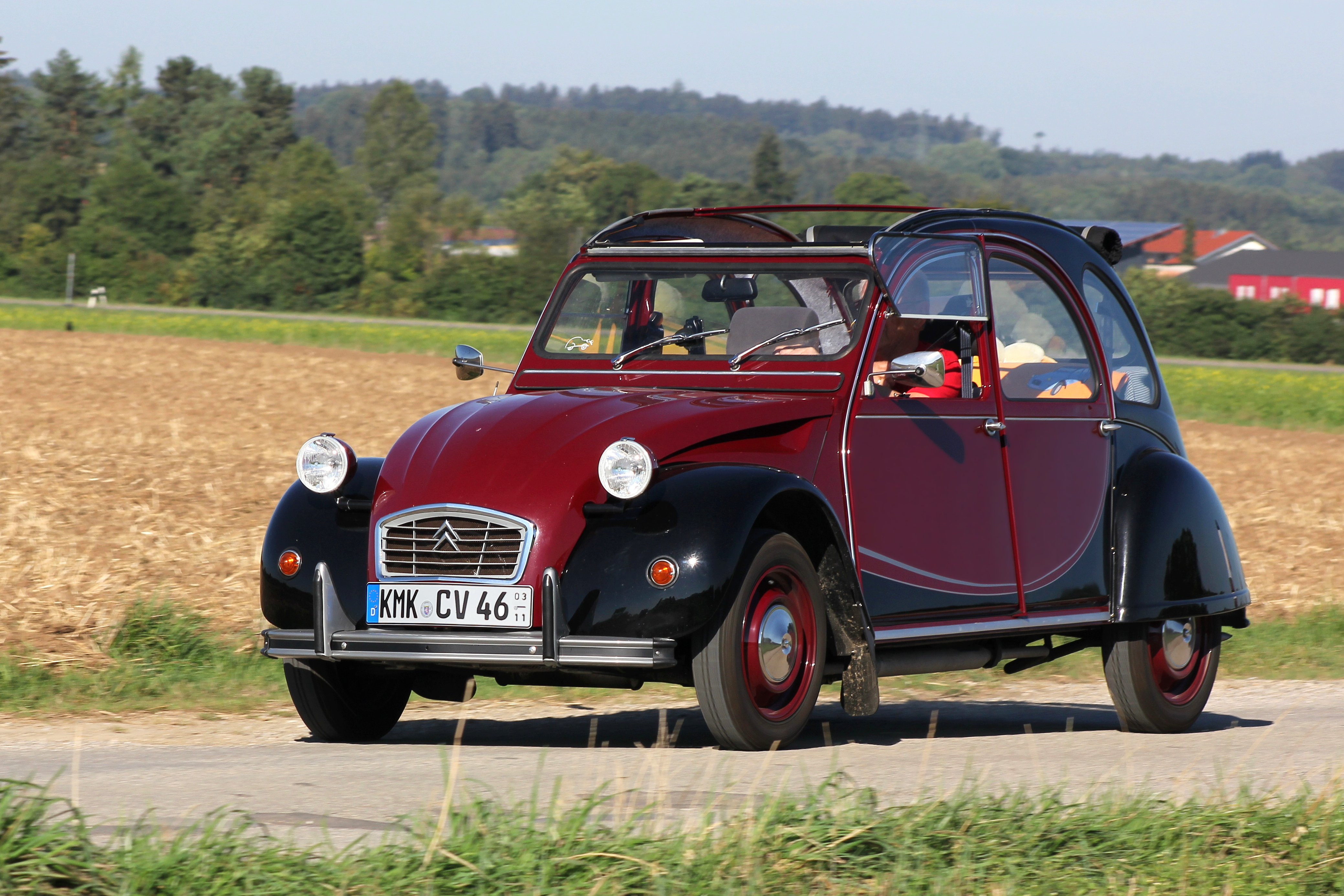
2 CV Charleston.

A principios de los años ochenta, el 2 CV estaba de capa caída en muchos países debido a la presión de las normas cada vez más estrictas en materia de seguridad y emisiones. La producción había decaído, el modelo ya no estaba en sintonía con las tendencias de la época, a pesar de que se había consolidado como un icono ajeno a las modas y los tiempos. Con todo, había países en los que aún era relativamente exitoso, como en Alemania, donde se vendían más 2 CV que AX. El modelo era algo caro por los procesos necesarios para su ensamblaje, que requerían más horas de mano de obra, pues, a diferencia de muchos coches modernos, se montaba sin robots. Sin embargo, las reparaciones eran sencillas, mucho más que las de cualquier auto moderno. En principio, cualquier mecánico podía repararlo con herramientas sencillas, si bien algunas operaciones eran más complicadas. Es el caso de los bujes de las ruedas traseras, que requerían herramientas especiales que muy pocos mecánicos tenían, con un resultado bien conocido en su momento, la mayoría de los frenos traseros funcionaban deficientemente porque los talleres no oficiales no lograban desmontar el buje, y solo los talleres de la marca disponían de la herramienta específica.
El modelo aún tendría en 1980 un último momento fulgurante con el lanzamiento del Charleston, inicialmente una serie limitada de 8000 unidades, en una combinación bitono en rojo delage y negro, con un tapizado de los asientos más lujoso que en las otras versiones. El éxito animaría a Citroën a fabricarlo en serie (con la carcasa del faro cromada). Con el tiempo, aparecerían dos variantes cromáticas en amarillo y helios-negro (1982-1983, modelo raro), y en gris cormorán y gris nocturno. En 1981, se introdujeron los frenos de disco delanteros a la salida del diferencial para toda la gama. 
Como anécdota referida al Charleston, cabe hablar del caso de Françoise Castro, la esposa del primer ministro francés Laurent Fabius, quien, en 1984, llegó al volante de un 2 CV Charleston de su propiedad a la ceremonia de traspaso de poderes de su marido en el Hotel Matignon. François Mitterrand, que quería introducir una nueva imagen en el gobierno, le había llamado al orden por dejarse ver con frecuencia con un Ferrari 400. El suceso supuso un espaldarazo publicitario para el modelo.
Sin embargo, en 1988, se detuvo la producción en la vetusta planta de Levallois-Perret, donde se habían construido los primeros 2 CV unos 40 años antes. El auto aún tenía una cierta demanda —ciertamente un auto obsoleto, aunque muy apreciado por los jóvenes—, pero por precio ya no podía competir con los utilitarios más modernos de su segmento. Por otro lado, las normas de seguridad y emisiones más actuales obligaban a realizar cambios que se consideraron inviables para un auto con un motor muy antiguo y la carrocería atornillada al chasis. Asimismo, muchas de las operaciones se hacían manualmente por la imposibilidad de robotizarlas. La única solución para intentar rebajar los costes de producción y prolongar un poco más su vida comercial era el factor mano de obra. En consecuencia, se optó por trasladar la producción a Mangualde, en Portugal, donde los salarios eran menores.

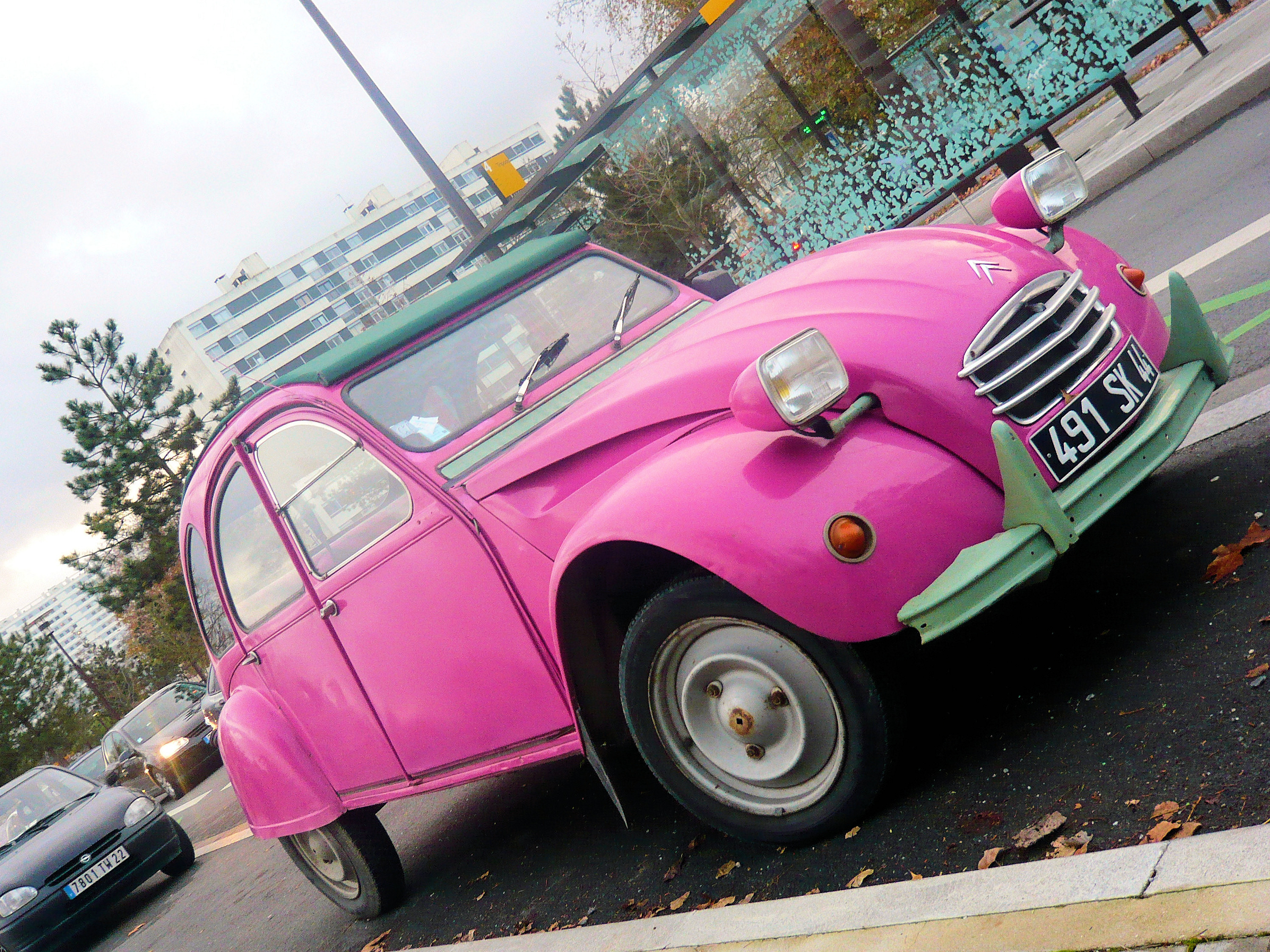
Un 2 CV pintado en rosa, color nunca incluido en el catálogo oficial del modelo.

Aún hubo un intento de vender las herramientas de producción a China, pero, aunque el 2 CV se adaptaba muy bien a las malas condiciones de las vías del país asiático, muchas de ellas sin pavimentar, finalmente se descartó la operación por considerarse que el diseño del 2 CV era demasiado anticuado.

### Final
El 27 de julio de 1990, a las 16:00 horas, acabó oficialmente la producción de este hito de la historia del automóvil, que desafió los tiempos y fue apreciado unánimemente por todas las clases sociales. Una pequeña banda de música acompañó la salida de la última unidad producida (un Charleston), reservada para el director de la fábrica de Mangualde, Claude Hebert. Oficialmente finalizaba la producción, pero aún se montarían otros cinco 2 CV Spécial —uno de ellos blanco, n.º de chasis KA372168, destinado a una improbable serie de 1991, que saldrían de la fábrica una semana más tarde—. Tres de ellos (en azul, blanco y rojo respectivamente) formaban parte de un proyecto de decoración para el Salón del Automóvil de París de octubre de 1990, pero para estas unidades no hubo despedida oficial. No siempre hubo mucho rigor en la numeración de los coches, las placas se almacenaban a granel en una caja y se iban poniendo de forma aleatoria en los vehículos acabados, por ello se observaron discrepancias en los números de serie de hasta 17 500 unidades, como por ejemplo las transportadas en el último camión que salió de la Levallois-Perret en 29 de febrero de 1988. El cierre oficial de la línea de producción en esta factoría se había producido 10 días antes, el 19 de febrero. Las discontinuidades en los números de serie se remontan a los seis primeros 2 CV, montados en 1948, que tenían la siguiente numeración sucesiva: 000 007, 000 002, 000 003, 000 003, 000 003, 000 348 y 000 006. Por tanto, no es posible determinar con certeza los números de serie más altos, solo por países: KA 366 694 (Gran Bretaña), KA 359 666 (Bélgica), KA 375 563 (Alemania), KA 376 002 (Francia) y 08KA 4813 (Portugal).
Como es habitual en otros modelos de Citroën, los 2 CV producidos fuera de Francia a menudo estaban mejor terminados y equipados que los de la fábrica de Levallois. Los coches salidos de Mangualde eran fácilmente reconocibles por su protección contra el polvo y la humedad del vano motor, gracias a la instalación de un grueso aislamiento que se extendía hasta el parachoques delantero. La insonorización también estaba más cuidada, pues se aplicaba un barniz entre el vano motor y la cabina antes de pintar la carrocería.

## Cronología y características técnicas del Citroën 2 CV
| Modelo                                | Versión                               | Año de producción | Motor             | Cilindrada cm³ | Potencia CV/rpm | Par Nm/rpm | Tracción  | Peso en vacío (kg) | Velocidad max | Consumo (l/100 km) | Unidades producidas |
| 2CV                                   | A                                     | 09/1949-11/1960   | A-2CV             | 375            | 9/3500          | 19,6/2000  | Delantera | 498                | 66            | 4,2                | 128 685             |
| 2CV                                   | AZ, AZL y AZLM1                       | 10/1954-11/1960   | A53               | 425            | 12/3500         | 19,6/2000  | Delantera | 498                | 70            | 5                  | 1 732 798           |
| 2CV                                   | AZ, AZL y AZLM1                       | 12/1960-09/1961   | A53               | 425            | 12,5/4200       | 19,6/2000  | Delantera | 505                | 70            | 5                  | 1 732 798           |
| 2CV                                   | AZ, AZL y AZLM1                       | 10/1961-10/1962   | A53               | 425            | 13,5/4000       | 19,6/2000  | Delantera | 505                | 70            | 5                  | 1 732 798           |
| 2CV                                   | AZ y AZLM1                            | 10/1962-02/1963   | A53               | 425            | 15/4500         | 26,5/2500  | Delantera | 505                | 85            | 5                  | 1 732 798           |
| 2CV                                   | AZA y AZAM                            | 02/1963-04/1967   | A53               | 425            | 18/5000         | 26,5/2500  | Delantera | 520                | 95            | 5                  | 1 732 798           |
| 2CV                                   | AZA y Export                          | 04/1967-09/1967   | A53               | 425            | 18/5000         | 26,5/2500  | Delantera | 520                | 95            | 5                  | 1 732 798           |
| 2CV                                   | AZA                                   | 10/1967-02/1970   | A53               | 425            | 18/5000         | 28,5/3500  | Delantera | 535                | 95            | 5                  | 1 732 798           |
| 2CV 4                                 | AZA2                                  | 02/1970-09/1976   | A79/1             | 435            | 26/6750         | 29,4/2400  | Delantera | 560                | 102           | 5,4                | 548 038             |
| 2CV 4                                 | AZKB y Spécial                        | 09/1976-09/1978   | A79/1             | 435            | 26/6750         | 29,4/2400  | Delantera | 560                | 102           | 5,4                | 548 038             |
| 2CV 6                                 | AZKA                                  | 02/1970-12/1978   | M28/1             | 602            | 28,5/6750       | 39,2/2400  | Delantera | 560                | 110           | 6                  | 1 458 465           |
| 2CV 6                                 | Club, Spécial, Spécial E y Charleston | 01/1979-07/1990   | M28/1             | 602            | 29/5750         | 39,2/2400  | Delantera | 560                | 115           | 6,6                | 1 458 465           |
| 2CV Sahara                            | AW                                    | 12/1960-03/1963   | Dos motores A79/0 | 2x425          | 24/3500         | 39,2/2000  | Integral  | 735                | 105           | 10                 | 694                 |
| 2CV 4x4                               | AW/AT                                 | 03/1963-07/1966   | Dos motores A79/0 | 2x425          | 24/3500         | 39,2/2000  | Integral  | 735                | 105           | 10                 | 694                 |
| Nota:1AZLM también conocido como AZLP |                                       |                   |                   |                |                 |            |           |                    |               |                    |                     |

| Versiones      | Código oficial           | Fechas de producción | Denominación del modelo | Cilindrada (cm3) |
| -------------- | ------------------------ | -------------------- | ----------------------- | ---------------- |
| 2 CV Furgoneta | AU                       | 03/51 - 10/54        | 2 CV - AU               | 375              |
|                | AZU                      | 10/54 - 12/55        | 2 CV - AZU              | 425              |
|                | AZU                      | 12/55 - 10/58        | 2 CV - AZU              | 425              |
|                | AZU                      | 10/58 - 11/61        | 2 CV - AZU              | 425              |
|                | AZU                      | 11/61 - 02/62        | 2 CV - AZU              | 425              |
|                | AZU                      | 02/62 - 03/63        | 2 CV - AZU              | 425              |
|                | AZU (serie A)            | 03/63 - 08/67        | 2 CV - AZU (serie A)    | 425              |
|                | AZU (serie A)            | 08/67 - 08/72        | 2 CV - AZU (serie A)    | 425              |
|                | AZ (serie B)             | 08/72 - 09/75        | Citroën 250             | 435              |
|                | AK serie AP (AZU)        | 09/75 - 02/78        | Citroën 250             | 435              |
| 3 CV Furgoneta | AK                       | 04/63 - 05/68        | AK 350                  | 602              |
|                | AK (serie B)             | 05/68 - 08/70        | AK 350                  | 602              |
|                | AK (serie AK)            | 08/70 - 09/75        | Citroën 400             | 602              |
|                | AK (serie AK)            | 09/75 - 02/78        | Citroën 400             | 602              |
|                | AK (serie CD)            | 02/78 - 09/80        | Acadiane                | 602              |
|                | AK (serie CD)            | 09/80 - 07/87        | Acadiane                | 602              |
|                | AK (serie CD modificada) | 09/80 - 07/87        | Acadiane GPL            | 602              |

## Mecánica

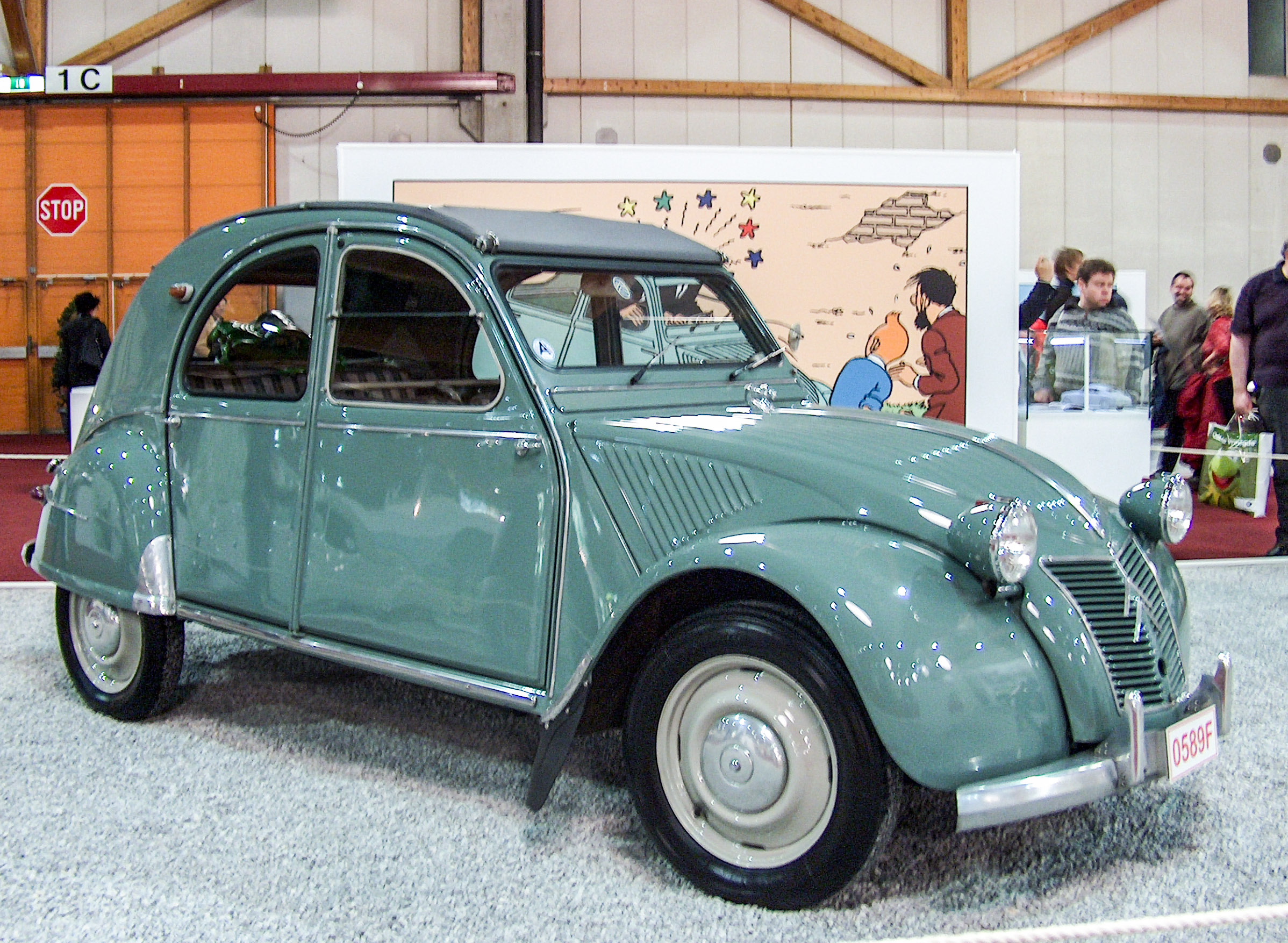
Citroën 2CV de 1949.

### Motor
La planta propulsora del 2CV consiste en un motor bóxer de dos cilindros opuestos refrigerado por aire y radiador de aceite, que propulsa las ruedas delanteras por medio de transmisiones cardán simples en sus primeras versiones (posteriormente, homocinéticas). Los primeros modelos, denominados tipo A, tenían una cilindrada de 375 cm³, con una modesta potencia de 9 CV. En octubre de 1954 apareció el modelo AZ, al que se le aumentó la cilindrada a 425 cm³, obteniendo una potencia de 12 CV que fue aumentando con el tiempo, pasando por 13,5 cv y concluyendo con 18 cv (en la última evolución del motor 425 c.c) a base de aumentar la relación de compresión, diámetro del carburador y colectores de admisión-escape de mayor sección.
El impuesto fiscal del 2 CV pasó a subir a los 3 CV con el AZAM 6, una variante proveniente de Bélgica, pero también fabricada en Citroën Hispania (Vigo), entre 1966 y 1972, con la introducción del motor de 602 cm³ tipo m4.
A principios de los años 1970 se introdujeron 2 nuevas motorizaciones que estructuraron la gama en 2 versiones: 2cv4 de 435 c.c (que no se vendió ni se fabricó en España) y 2cv6 de 602 c.c (que a pesar de tener la misma cilindrada que el m4 del AZAM 6 es un motor muy distinto y de superior rendimiento). Este último es el motor m28, de unos 32 cv de potencia que también evolucionó en sus últimos años a 35 cv, ya con carburador de doble cuerpo y frenos de disco.

### Suspensión
La suspensión está compuesta por brazos longitudinales, sujetos en uno de sus extremos al chasis y tensados por varillas fijadas a unos resortes helicoidales dispuestos longitudinalmente en posición horizontal a cada costado. Estos resortes, encapsulados dentro de unos contenedores cilíndricos, se encontraban bajo las puertas y suspendían simultáneamente, a cada lado, tanto una rueda delantera como una trasera. Este diseño único lleva al típico andar cabeceante del 2CV, muy práctico para transportar huevos como se describiera en las condiciones de diseño, pero no tanto para un abrupto cambio de dirección o de velocidad. Esto se hacía notar especialmente en curvas cerradas a alta velocidad, donde la carrocería consigue alcanzar ángulos de escora que, más que asustar al conductor, consigue impresionar desde fuera a cualquier espectador.
A pesar de que el ingeniero Alphonse Forceau se atribuye la creación de la suspensión aplicada al 2 CV, realmente dicho sistema, compuesto por unos muelles encerrados en unos cilindros, situados longitudinalmente en los flancos del chasis y conectados con los brazos oscilantes mediante unas bieletas, ya fue creado y patentado por el ingeniero español Claudio Baradat quien, asociado con otro ingeniero llamado Carlos Esteve lo presentó en el III Salón del Automóvil de Barcelona junto con un primigenio motor rotativo.

### Carrocería

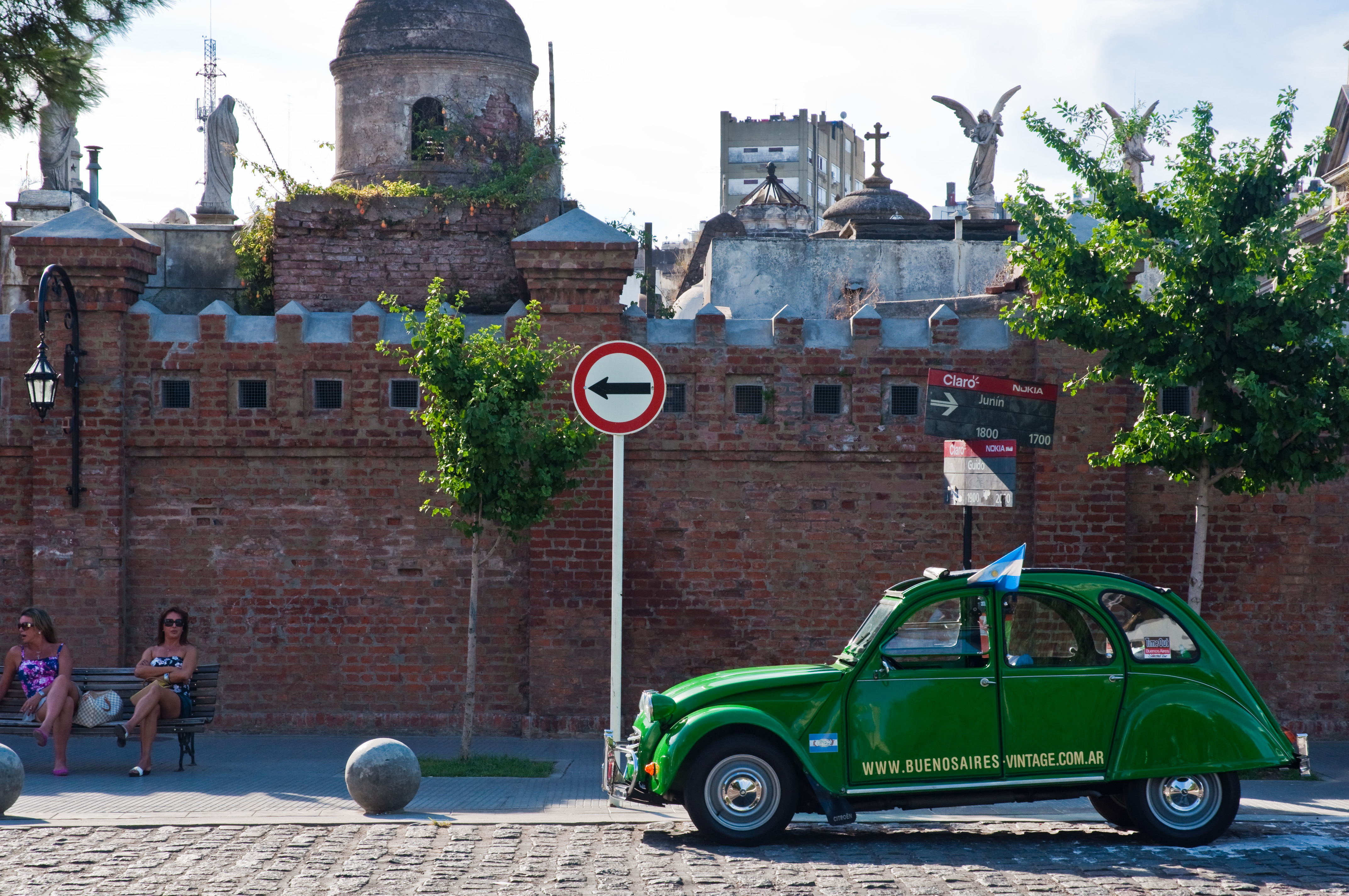
Un Citroën 3CV en Buenos Aires, en el año 2011.

La estructura del 2 CV (en su versión definitiva que salió en 1948) estaba compuesta de un chasis rígido donde estaban sujetos todos los elementos mecánicos y también la carrocería.
Esta disposición permitió a Citroën crear varios vehículos a partir de una misma base (Dyane, Méhari, Ami, etc). Es una carrocería muy ligera y que a pesar de los muchos años que el modelo estuvo en fabricación, tuvo relativamente pocas modificaciones (tercera luna lateral, capó, calandra, pilotos y faros rectangulares, salpicadero más moderno y poco más). 
Se debe tener en cuenta que su diseño data de antes de la Segunda Guerra Mundial y, aunque esos prototipos tenían las líneas maestras de lo que fue el modelo, las diferencias luego fueron bastante grandes. Los prototipos estaban construidos en duraluminio y el modelo final se construyó en chapa de acero.
Debido a su techo de lona, se le apodaba "el paraguas rodante". En el salpicadero original predominaba un amperímetro y un cuentakilómetros en la proximidad del parabrisas, para permitir que su cable helicoidal sirviera al doble uso de accionar el mecanismo de limpiaparabrisas. La calefacción tenía una palanca para el deshielo del parabrisas. Los asientos parecían sillas de playa y para comprobar el nivel del combustible se introducía una varilla en el depósito de gasolina. 
La reparación del vehículo se podía lograr con unas herramientas básicas: el capó, las puertas, y el portón se desmontaban sobre raíles sin tornillos, las aletas delanteras con la llave de bujías y los asientos desmontándolos de los raíles. Estas características se mantuvieron hasta el final de su fabricación.
Fueron tan pocas y relativamente pequeñas las modificaciones que se podía transformar un 2 CV moderno en uno antiguo y viceversa con relativamente poco dinero.

## Lo que la prensa del motor decía
En general, la prensa del motor destacaba el carácter peculiar del Citroën 2 CV y sus aptitudes para circular por malos caminos, donde se sentía como pez en el agua y era casi imbatible. En muchos aspectos podía resultar extraño para quien estaba acostumbrado a otros coches más convencionales. Entre otras cosas, llamaba la atención el balanceo de la carrocería, la palanca de marchas, el volante grande y casi horizontal, las ventanillas delanteras plegables, la respuesta del motor o el ritual que había que seguir para arrancar el motor. Además, era necesario adquirir cierta destreza para que no se calase el motor al arrancar:

La enorme masa del volante de inercia, unida al hecho de haber tan sólo una explosión útil por vuelta, hacen particularmente lento, e incluso delicado, el problema de la arrancada. Hay que dominar bien el secreto del manejo del estrangulador (cuanto menos se use, mejor) y del pedal del acelerador para lograr un arranque rápido sin caer en el peligro de ahogar el motor o incluso de mojar las bujías.

Sobre su conducción en carretera, los periodistas del motor coincidían en señalar que su poca potencia y pésima elasticidad obligaban a un tipo de conducción muy atenta para lograr unas medias decentes en carretera. El acelerador debía ir siempre pisado a fondo, frenar lo menos posible, aprovechar su estabilidad en curva y cambiar de marcha con rapidez y el motor muy revolucionado para aprovechar la energía de su pesado volante de inercia. Para adelantar, era recomendable hacerlo con el coche lanzado, pues de lo contrario, iniciando la maniobra a baja velocidad, no había forma de acelerar lo suficiente para terminarla en un tiempo razonable. En los repechos, había que iniciarlos a la máxima velocidad posible en cuarta y reducir a tercera rápidamente al notar su desaceleración. En los puertos de montaña la situación se tornaba crítica con la presencia de camiones lentos, pues la imposibilidad de adelantar obligaba a hacer toda la subida en primera. El motor de 602 cm³ mejoró apreciablemente sus prestaciones. En la prueba de Motor Mundial de 1966, los 23 CV del motor de 423 cm³ no alcanzaban para superar los 86 km/h. Ya en la de 1976 de la revista Autopista se alcanzaron 105,11 km/h. Otro aspecto a tener en cuenta era su sensibilidad al viento lateral, fácilmente entendible si tenemos en cuenta su altura de 1,60 metros y su mala aerodinámica. Impresionaba más que otra cosa, pues solo producía una balanceo en la carrocería que no afectaba a la trayectoria.
Con relación a su uso ciudadano, el 2 CV era un vehículo poco apto. La secuencia habitual de paradas y arrancadas propias del tráfico urbano se adecuaba mal a las características de la mecánica, perezosa a bajos regímenes. De Andrés señalaba que era posible seguir el ritmo normal del tráfico conduciendo de forma brusca. Solo había que aprovechar el pesado volante de inercia con el motor revolucionado para recibir un impulso al cambiar la marcha, lo cual, sin embargo, no era muy bien recibido por los pasajeros por la incomodidad de los tirones. Pero ese tipo de manejo era cansado tanto física como mentalmente. En cuanto a la dirección, su dureza dificultaba las maniobras en parado, como los aparcamientos, ya de por sí complicados debido a la mala visibilidad del tres cuartos trasero, más aún en los modelos sin la tercera ventanilla lateral.
En relación con el confort, puede destacarse la comodidad de su inigualable suspensión, que filtraba con eficacia las irregularidades del terreno. La ventilación era aceptable gracias a la gran entrada de aire de debajo del parabrisas y el techo plegable. La calefacción también cumplía eficazmente su función (aprovechaba el calor de motor a través de dos conductos). Ahora bien, en otros aspectos salía peor parado, como es el caso del volante, grande y demasiado horizontal, que no permitía una posición cómoda de manejo, problema que se agravaba por la imposibilidad de regular la inclinación de los asientos. Las versiones más modernas venían con un volante de menor diámetro, lo que mejoró algo la situación. Los asientos eran poco mullidos y sin apoyo lateral. Después de algunos kilómetros eran normales los dolores de espalda. La situación se tornaba crítica si se pensaba en acometer un largo viaje. En el 2 CV 6 CT mejoró este aspecto según Arturo de Andrés: «Los respaldos tienen [ahora] una forma anatómica bastante buena, recogen el cuerpo muy aceptablemente en sentido lateral, y en conjunto permiten alcanzar el final de un viaje largo con mucho menos cansancio que antes». Y, como cabe imaginar, los balanceos de la carrocería hacían escurrir al conductor, que debía agarrarse al volante, y los pasajeros. 
Conforme pasaban los años, sus carencias se hicieron más evidentes, sobre todo al compararlo a otros modelos más modernos. En 1984, Antonio Marco, de Motor 16, se quejaba del ruido dentro del habitáculo y consideraba que su consumo era alto —durante décadas fue una referencia por su bajo consumo—.

## Citroën 2CV furgoneta

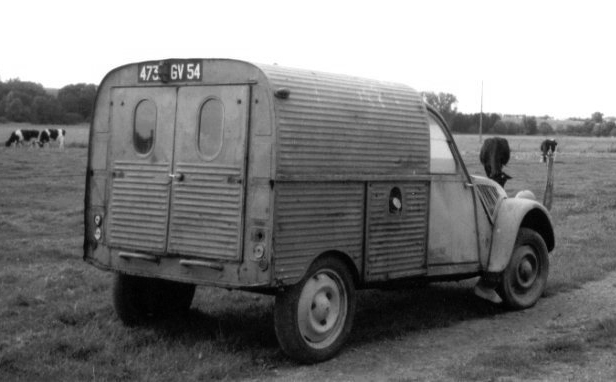
Una unidad de Citroën AYU

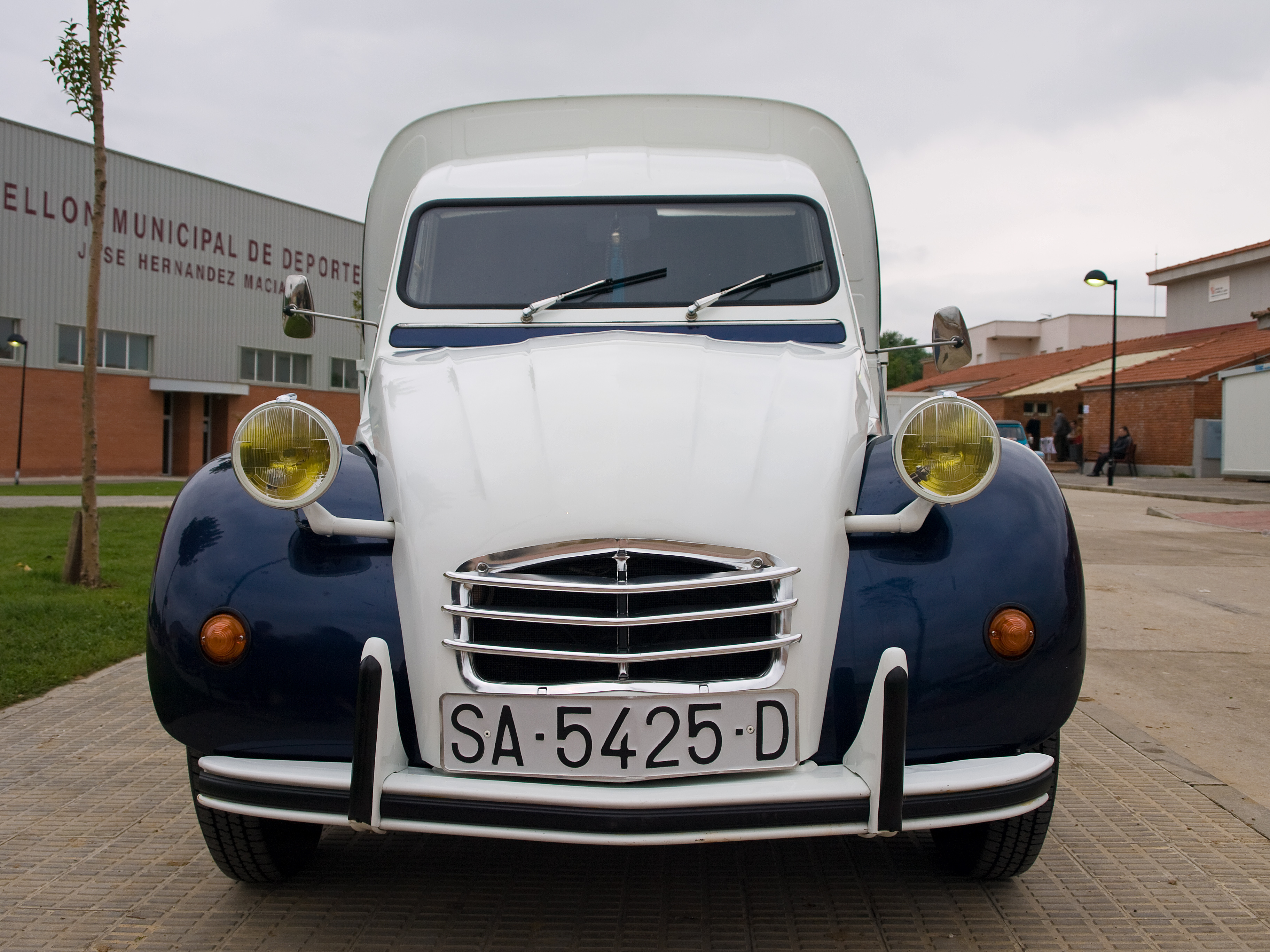
Furgoneta 2CV con los típicos faros amarillos (de herencia francesa)

Citroën comercializó el 2 CV también en versión industrial. Comenzó con la fabricación entre 1951 y 1956 de la versión AU, con motor de 375 cc. En 1954 apareció la AZU (250) con un motor de 425 cc desarrollando numerosos cambios hasta 1978, mientras que paralelamente, en 1963 se comenzó a fabricar la AK350, siendo una de las mayores diferencias en la caja, con más volumen y con los paneles lisos ideados para insertar publicidad.  
La AZU (250) fue el primer modelo fabricado en la factoría de Vigo. Se fabricaron 106.005 unidades que se vendían por un precio aproximado de 91.000 ptas.
Su fabricación duró hasta 1970, cuando fue sustituida por la AK400, con mayor capacidad de carga, siendo finalizada su fabricación en 1978 con la aparición de su sustituta entre 1978 y 1987 del modelo AYU (Dyane 6-400 o Acadiane), que no era más que la versión industrial del Dyane 6.

## El Citroën 2 CV en Sudamérica

### Argentina

#### 2CV
En Argentina, a finales de los años 1950, comenzaron a llegar al país mediante el importador "Staudt y Cía." los primeros Citroën 2 CV franceses y belgas, que respondían a la línea de la época, sin la tercera ventanilla lateral y el capó acanalado. A principios de los años 1960, a raíz del éxito obtenido en las ventas de estos modelos, Citroën decidió fabricar el modelo en Argentina, montando su planta en la localidad bonaerense de Jeppener (Partido de Brandsen), para luego trasladar la producción a la planta del barrio de Barracas en Capital Federal. El auto estaba equipado con un motor de 425 cm³ de 12,5 HP. Hasta 1966 se vendió exclusivamente la versión AZ y a partir de ese año se amplió la gama con la AZAM. Más tarde aparecieron las versiones furgoneta y pickup (de esta última versión se fabricaron solo 300 unidades). Con el paso del tiempo, se empezaron a realizar mejoras y cambios (agregado de la ventanilla trasera, nuevo capó, etc.).

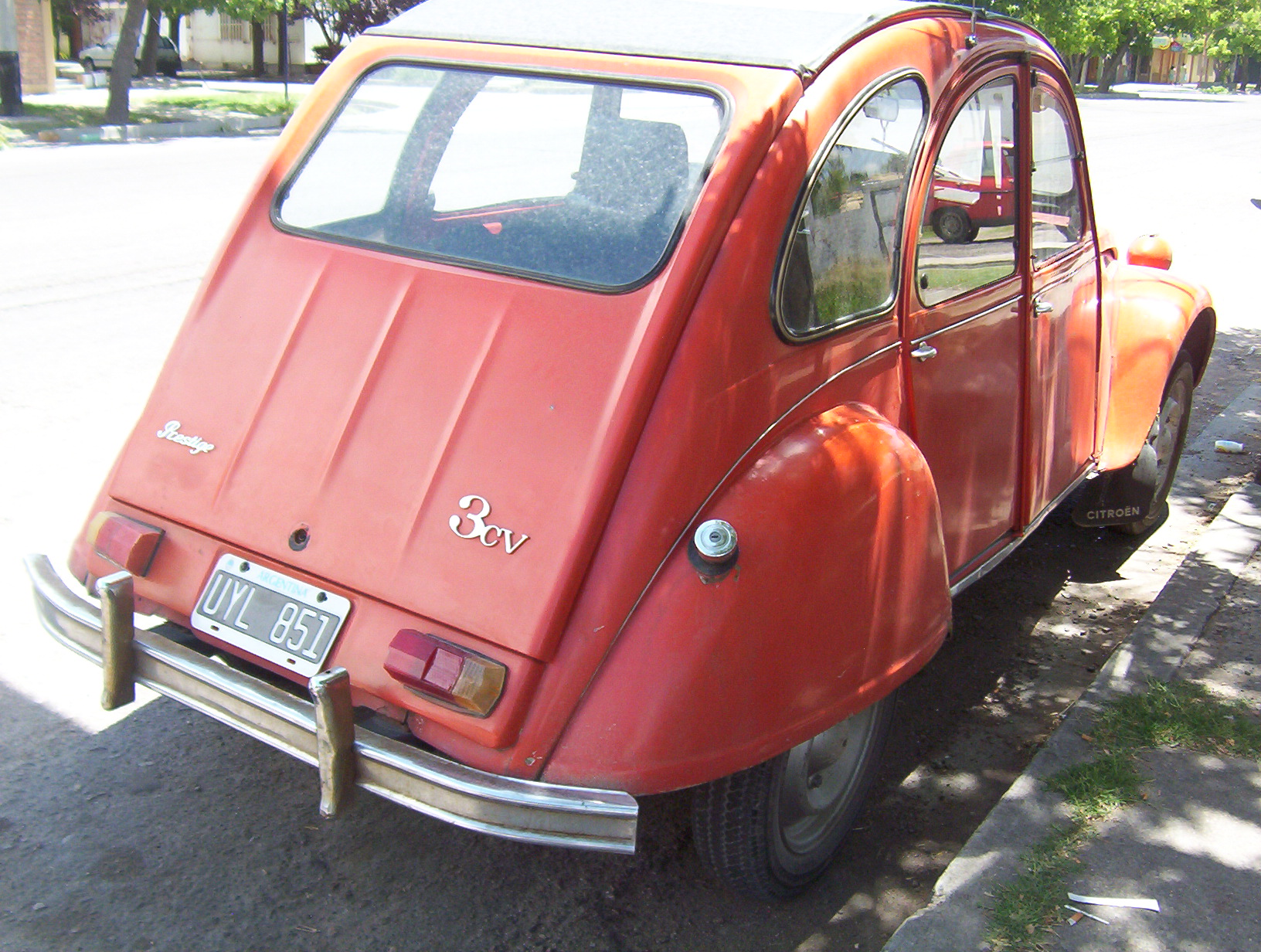
Citroën 3CV Prestige visto desde atrás.

#### 3 CV
En noviembre de 1969, Citroën Argentina lanzó el modelo 3 CV AZAM con un motor de 602 cm³ y 32 HP. El nombre de este modelo solamente fue utilizado en Argentina, como demostración de la evolución del anterior modelo. Este modelo tenía nueva apertura de puertas (al contrario del 2 CV que poseía las llamadas puertas de suicidio), nuevo sistema de apertura del techo, y se agregó un espejo retrovisor externo entre otros detalles. Exteriormente se distinguía por la insignia “3 CV” sobre la tapa del baúl (maletero).
A diferencia de la versión francesa, en Argentina se fabricó el Citroën Mehari sobre la plataforma del 3 CV, que fue lanzado en 1971, compartiendo toda la mecánica del 3 CV.
Hacia 1973 apareció la nueva línea “Prestige”, que, como novedad principal, tenía una quinta puerta trasera. En 1978 un nuevo reestilo fue denominado “M28”, en cuya línea apareció la nueva furgoneta AK-400, con el techo y puertas traseras más altos que en el modelo anterior. Este modelo se fabricó hasta el año 1980, cuando la empresa decidió finalizar su producción en Argentina.

### Cifras de producción
Fuente:
| MODELO               | 1960 | 1961  | 1962  | 1963  | 1964  | 1965  | 1966  | 1967  | 1968  | 1969   | 1970   | 1971  | 1972  | 1973  | 1974  | 1975   | 1976  | 1977  | 1978  | 1979  | TOTAL  |
| -------------------- | ---- | ----- | ----- | ----- | ----- | ----- | ----- | ----- | ----- | ------ | ------ | ----- | ----- | ----- | ----- | ------ | ----- | ----- | ----- | ----- | ------ |
| AZ Standard          | 782  | 3 696 | 4 499 | 2 780 | 5 766 | 4 103 | 1 262 | 1 793 | 779   | 736    | 100    |       |       |       |       |        |       |       |       |       | 26 296 |
| 2 CV AZAM            |      |       |       |       |       |       | 4 272 | 6 228 | 8 847 | 10 388 | 4 772  | 3 360 | 1 088 |       |       |        |       |       |       |       | 38 955 |
| 3 CV AZAM            |      |       |       |       |       |       |       |       |       | 1 200  | 10 033 | 4 866 | 8 348 | 8 764 | 9 523 | 10 061 | 8 249 | 6 226 | 4 150 | 5 060 | 76 480 |
| Furgón 2 CV AZU-AZUB |      |       |       |       |       | 542   | 680   | 1 207 | 2 386 | 2 956  | 579    |       |       |       |       |        |       |       |       |       | 8 350  |
| Furgón3 CV AK-AKR    |      |       |       |       |       |       |       |       |       |        | 1 993  | 1 853 | 1 888 | 1 591 | 1 538 | 1 802  | 1 892 | 2 294 | 983   | 1 588 | 17 422 |

### 3 CV fabricado por IES
En 1983, el empresario Eduardo Sal Lari (quien había adquirido las matrices de la Citroën Argentina) comenzó nuevamente la producción del 3 CV en la vieja fábrica de Barracas, con la denominación de IES 3 CV. Estos autos no se comercializaron bajo la marca Citroën, sino bajo la de Sal Lari, llamada Industrias Eduardo Sal-Lari (IES). Los primeros modelos eran similares al M28, también se fabricó una furgoneta, aunque no era como la AK-400, sino similar al modelo anterior (AK-200), y fue denominada “IES-Carga”. En 1984, IES trasladó la producción a una moderna nave en Mercedes. También se desarrollaría una nueva versión del Citroën Mehari llamada IES Safari.

#### 3 CV América

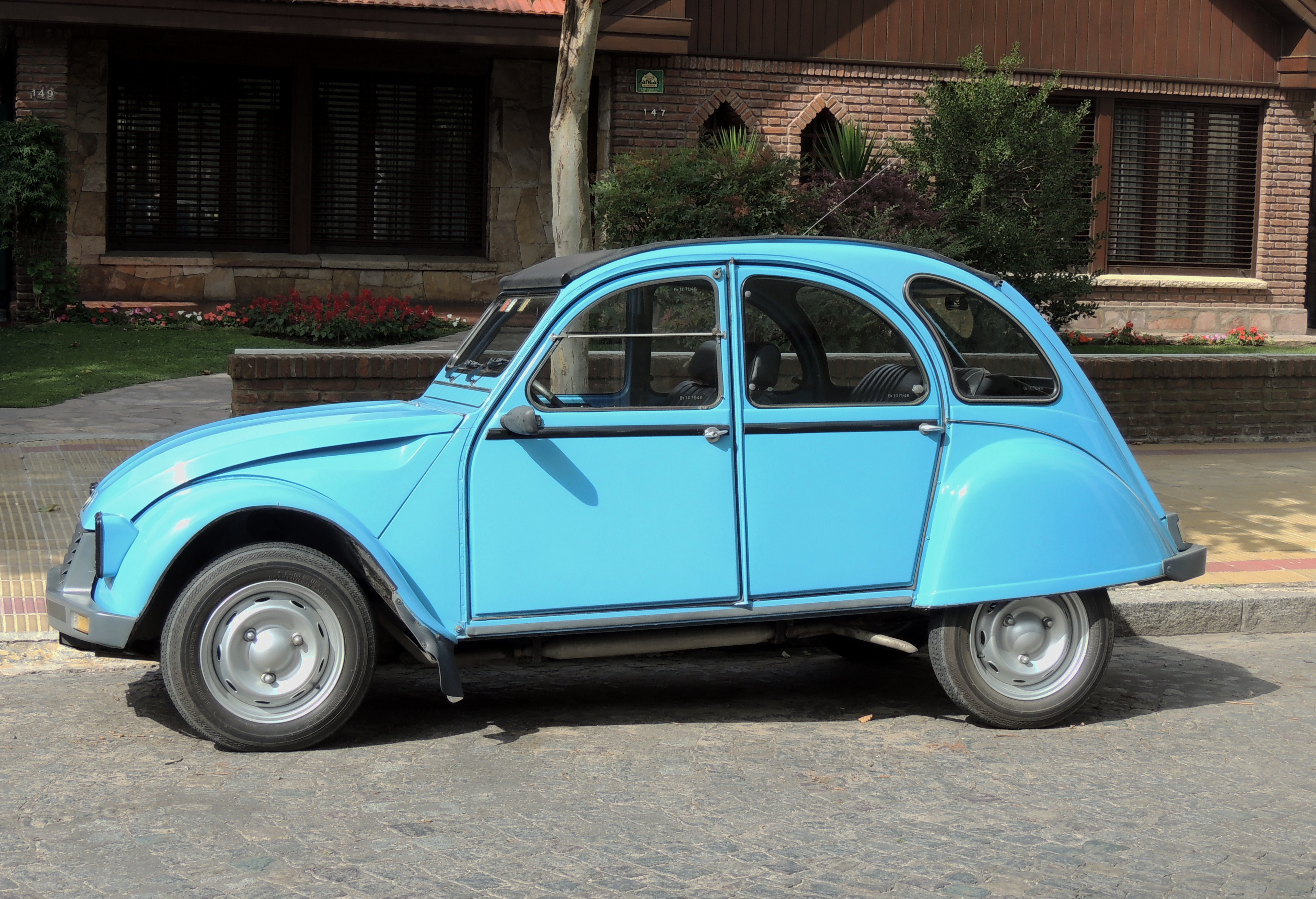
IES 3 CV América.

En 1986, en un intento de modernizar el modelo, se realizó una renovación estética que incluía nuevos faros cuadrados en los guardabarros, frontal más cuadrado y parachoques de plástico con las luces intermitentes embutidas y la parrilla integrada. Salvo el nuevo encendido electrónico desarrollado por IES, los elementos mecánicos permanecieron sin variación. Se produjeron 836 unidades.

#### 3 CV Súper América
En 1987, sustituyendo al 3 CV América, se lanzó el IES 3 CV Súper América. Este modelo tuvo una renovación tanto en el aspecto estético —especialmente en el interior— como en el estructural y mecánico. Exteriormente, se diferenciaba por el parabrisas de mayor superficie; y se eliminó la entrada de aire para prolongarlo hasta el capó. Por dentro, eran nuevos los asientos de mayor grosor con reposacabezas, el volante, el salpicadero y el tablero de instrumentos (de aspecto moderno). En el apartado mecánico, la palanca de marchas se colocó en el piso y se instalaron frenos delanteros de disco. Pero los cambios más profundos fueron estructurales, que consistieron en montar un nuevo chasis de viga central tubular con suspensión independiente a las cuatro ruedas. Hasta 1989, cuando acabó su producción, se fabricaron 3096 unidades. Asimismo, la furgoneta adquirió un nuevo portón trasero que reemplazaba a las dos puertas tradicionales traseras. La caja era de nueva creación, pues las matrices se quedaron en Uruguay. En 1990, la empresa quebró y se finalizó la producción de este modelo en Argentina.

#### Gringa y Gringo
Sobre la misma plataforma del IES Super América y con el motivo de renovar la Safari, en 1988 se desarrolla una pickup liviana construida en fibra de vidrio llamada Gringa de formas muy agradables y que podía ser equipada con tracción a las cuatro ruedas, siendo desarrollada y diseñada por los arquitectos Roberto Candreva, Jorge Lauga y el ingeniero Pedro Campo.
En 1989 se lanzó el que se denominó “primer Jeep argentino”: El Gringo. Era un vehículo cuyo desarrollo partía de la pickup Gringa, tenía una carrocería para cinco pasajeros, portón trasero de apertura lateral y una amplia superficie vidriada detrás de las puertas. Se fabricaron muy pocas unidades entre finales de 1989 y principios de 1990, antes de la quiebra de la empresa.

### Chile

#### La «Citroneta»

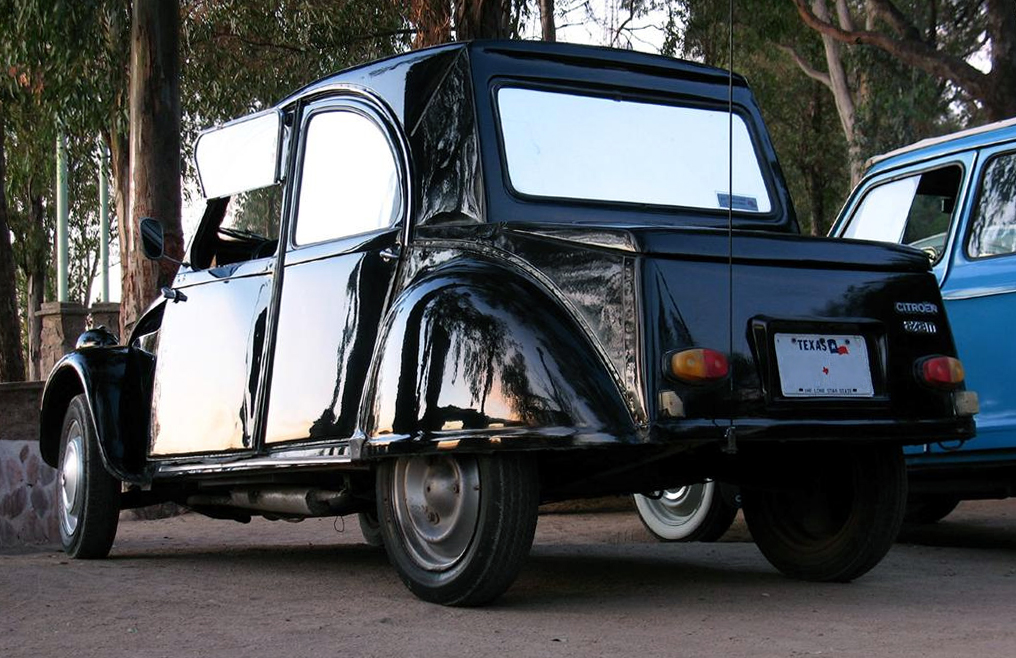
Citroneta 1966.

Citroneta fue el nombre con el que empezaron a ser conocidas las transformaciones realizadas por Citroën Chile sobre la base del 2 CV en la década de 1960. El nombre, un acrónimo de Citro(ën) y (camio)neta, acabaría enraizándose en el imaginario popular y se usaría, para referirse a todos los 2 CV e incluso a la Acadiane, furgoneta derivada del Dyane 6. También se usarían los nombres Citrola y Trola.
Las primeras unidades de los Citroën 2 CV, llegaron al país en 1953 en su estado original desde Francia. En ese mismo año se creó una ley que convertía en zona franca a Arica y acabaría impulsando la producción automotriz. En 1955, por medio de otra ley, quedaron exentos del arancel del 200 % los vehículos fabricados en la zona franca de Arica que utilizasen al menos un 40 % de recursos de origen nacional.
En 1957, Citroën Chilena S.A. es declarada industria nacional y con ello pasa a disfrutar de ventajas de índole fiscal. En colaboración con CORFO, comienza a realizar en Arica sus primeras transformaciones. Para acogerse a las ventajas fiscales, reciben los autos cortados por el pilar B —dejando la parte trasera en el chasis— y construyen el resto de la carrocería de una forma semiartesanal, con ventanas laterales y un maletero en forma de caja abierta. De ese modo, se satisfacía la necesidad que había en Chile de vehículos versátiles y baratos —que sirviesen tanto para trabajar como para transportar personas— y, al mismo tiempo, se lograba de una forma sencilla cumplir con las exigencias de la ley en cuanto al grado de nacionalización del vehículo. Este modelo de 13 HP fue comercializado en el país como Citroën AZU.
En 1960, la potencia de la AZU sube a 13,5 HP y la velocidad máxima, a 85 km/h, con un consumo levemente por debajo de los 20 km/litro. Se realizaron algunas mejoras en la Citroneta: creció la luneta trasera (la del modelo 1957 no permitía una buena visibilidad por su pequeño tamaño), se montó un nuevo capó de cinco nervios (que sustituía al de acero corrugado), y el borde lateral superior del baúl adquirió una pequeña inclinación para armonizar mejor con el resto de la carrocería. Además, la rueda de repuesto se fijó exteriormente en la zaga, como en los Jeep. 
En 1963, llegó una primera transición de la Citroneta con el lanzamiento del AZL, de cuatro puertas, techo metálico y con tapa en la caja. Convivió con la AZU de dos puertas durante algunos meses. En 1964, la AZL recibió algunas mejoras, como un nuevo capó. En 1967, se lanzó el AZAM, de 425 cm³ y 18 HP. A diferencia de las versiones europeas, este modelo continuó teniendo las puertas tipo suicida. Se mantuvo en producción hasta el año 1969.
En 1970, se produjo una gran novedad, el lanzamiento del AX 330, la adaptación chilena del 2 CV 6 francés, con su nuevo motor de 602 cm³ y 33 CV, que prometía una velocidad de 120 km/h. Entre otros detalles, se diferenciaba del modelo galo por llevar un portón trasero que facilitaba sobremanera la carga del equipaje. También apareció ese año la furgoneta AK 6, que, a diferencia de la francesa, montaba una caja hecha en Chile con un diseño original. Equipaba el mismo motor que el AX 330. En 1973 se interrumpió la producción de la Citroneta AZU. En 1974 se produjeron algunas novedades en el AX 330, entre ellas, la instalación de faros rectangulares en sustitución de los redondos y la incorporación de una banda de protección de plástico en los parachoques y una cubierta en el interior de las puertas. En 1979, último año de producción del 2 CV en Chile, se lanzó el AX 330 Especial, con frenos de disco. Le sucedió el 2 CV 6, que se importó primero de Francia y más tarde, de España (2 CV 6 CT). En 1983 cesó su importación.

#### Yagán

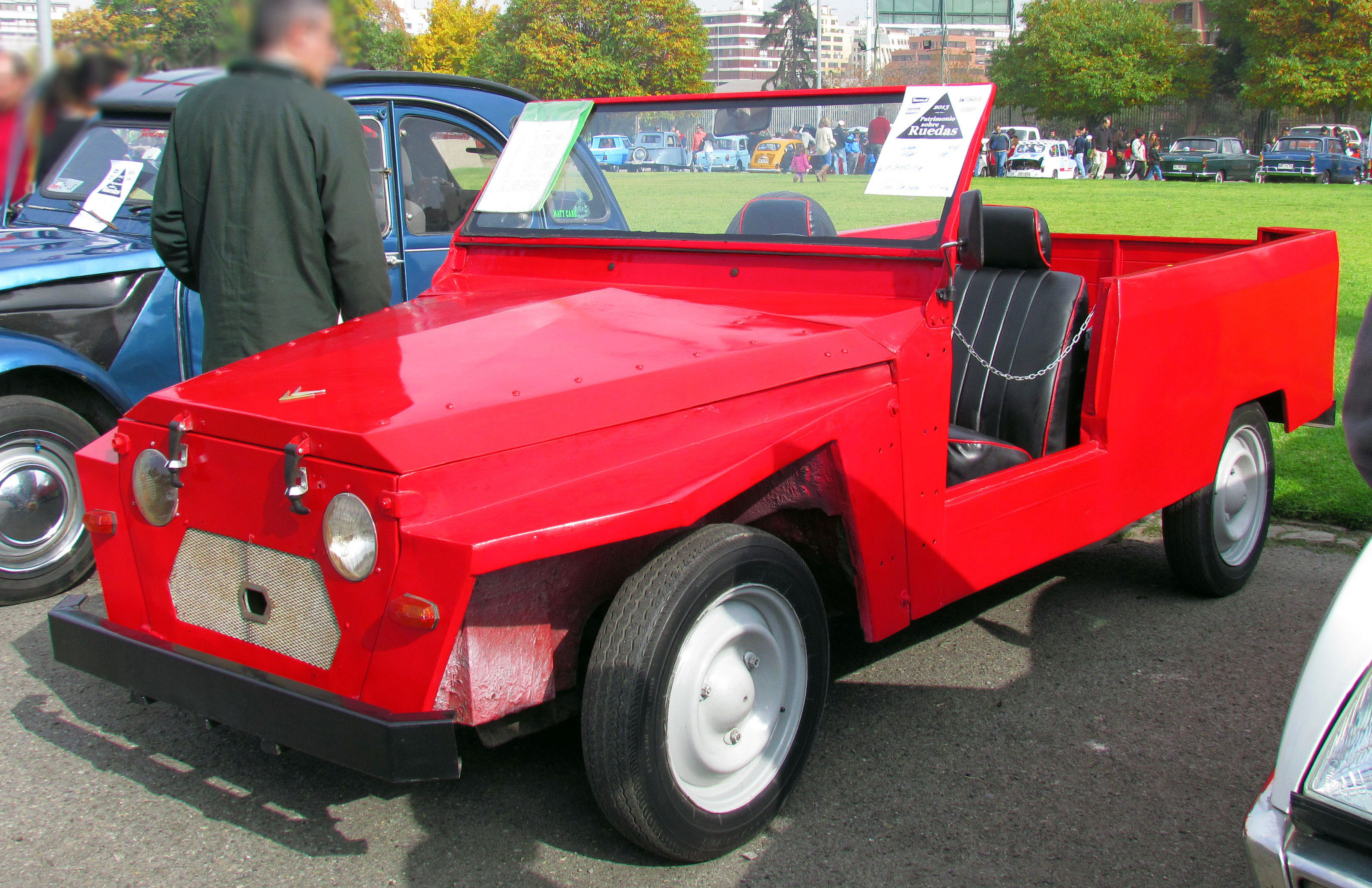
Una de las últimas unidades fabricadas del Yagán en perfecto estado de conservación.

El Yagán era un utilitario de bajo coste que Citroën produjo en Chile entre 1972 y 1974. En 1971, el Gobierno de Salvador Allende, a través de su ministro de Economía, encargó a Citroën, en sociedad con el CORFO, un proyecto para producir un auto popular que tuviera un precio accesible, cuyo costo de producción no sobrepasase los 250 dólares y que emplease un 50 % de piezas nacionales.
El Yagán se inspiró en el Mèhari francés. En un principio se barajó la posibilidad de importar de Uruguay la carrocería del Mehari, pero su alto precio desanimó a los responsables del proyecto. A pesar de tratarse de un vehículo artesanal —el Yagán estaba hecho totalmente a mano y no se empleaba ningún tipo de matrices o moldes— se llegaron a producir unas 1500 unidades en su fábrica de Arica, donde además se ensamblaban otros vehículos Citroën, como el Ami 8 y el 2 CV. Algo muy distintivo del Yagán era que el chasis base era el del Citroën 2 CV y no de Méhari, y el 50 % de los componentes eran chilenos, ese era el objetivo.

#### El 2 CV en la competición
En el ámbito de la competición, también tuvo una importante historia, especialmente en la década de 1970, participando en la categoría Anexo J 0-850 c.c. y teniendo como férreos rivales al Fiat 600 y los Mini Cooper 850.[cita requerida]
Desde el verano de 1980, comenzaron a realizarse las competiciones del "Citrocross", versión chilena del Pop Cross europeo, en el que, cada representante de Citroën, debía presentar por lo menos un vehículo que participara en el campeonato. Esto duró hasta 1981, cuando Citroën Chile dejó de ser el principal organizador, ya que desde el año siguiente, se hizo cargo del campeonato la rama de automovilismo del Club Deportivo Universidad Católica, que desempeñó un importante papel en el automovilismo nacional con la llegada de grandes patrocinadores y transmisiones televisivas. Sin embargo, en 1985 finalizó la época dorada del Citrocross con el término de los contratos televisivos a finales de ese año.[cita requerida] En 1990, se quiso repetir el fenómeno del Citrocross de mediados de la década de 1980, cuando la productora Prosport en conjunto con Coca-Cola, organizaron un campeonato veraniego al que denominaron "Buggy Tracks", haciendo modificaciones a las carrocerías de las Citronetas, quedando como un vehículo tipo buggy. Finalmente, Coca-Cola se retiró del campeonato, y desde entonces solo se realizan competiciones de manera regional en las zonas de Salamanca, Cartagena y San Javier de Loncomilla, utilizándose de nuevo coches con las carrocerías originales y no tan esquelétizadas como las de los Buggy Tracks.[cita requerida]

## Sahara, con tracción a las cuatro ruedas
| |  |
| Citroën Sahara 4x4 (1961). Obsérvense la rueda de repuesto sobre el capó y las rejillas de ventilación laterales del motor trasero (en la imagen de la derecha) |  |

El 2 CV Sahara fue un modelo novedoso: un tracción en las cuatro ruedas (4×4) equipado con dos motores (de 12 hp cada uno) con dos tanques de combustible separados. Uno de los motores estaba montado delante, dando tracción a las ruedas delanteras, y el otro en la parte posterior, impulsando las ruedas traseras. Una sola palanca de cambios, un pedal de embrague y un único acelerador se conectaron a ambos motores. Originalmente fue diseñado para usarse en las colonias francesas en el norte de África. Además de una menor posibilidad de quedarse varado en la arena, disponía de tracción continua a las cuatro ruedas, evitando los problemas de deslizamiento propios de las transmisiones desacopladas. Estas características lo hicieron popular entre los entusiastas de la conducción todoterreno. Entre 1958 y 1971, Citroën construyó 694 Saharas. La velocidad máxima era de 65 km/h con un motor y de 105 km/h con los dos motores en funcionamiento. Estos raros vehículos son muy buscados por los coleccionistas.
En España, la factoría de Vigo ensambló 85 unidades destinadas a la Agrupación de Tráfico de la Guardia Civil.
El Méhari también se construyó como un 4×4 a partir de mayo de 1979, pero con solo un motor y un engranaje reductor.

## Bijou
| |  |
| Citroën Bijou. Bajo su elegante carrocería de fibra, se esconde la mecánica del 2CV. La parte trasera recuerda lejanamente al Citroën DS |  |

El Bijou se construyó en la fábrica de Citroën de Slough, Reino Unido, a principios de la década de 1960. Era una versión del 2 CV, de dos puertas con cuerpo de fibra de vidrio, diseñada por Peter Kirwan-Taylor, que había estado involucrado en el desarrollo del Lotus Elite original de la década de 1950. Se pensó que el diseño era más aceptable en apariencia para los consumidores británicos que el 2 CV estándar. A pesar de incorporar algunos componentes del Citroën DS (principalmente el volante de un solo radio y el parabrisas de la ventana trasera), no logró el éxito en el mercado, porque era más pesado que el 2 CV y usaba el mismo motor de 425 cc, siendo en consecuencia más lento y llegando a 100 km/h solo en condiciones favorables. También era más caro que el Austin Mini, que era más práctico. Se construyeron tan solo 207 unidades.

## Proyecto Citroën Coccinelle
| |  |
| Citroën Coccinelle. Modelo experimental, diseñado para sustituir a medio plazo al 2CV. Nunca llegó a la cadena de producción. |  |

El Citroën Prototype C era una gama de vehículos experimentales creados por Citroën de 1955 a 1956 bajo la dirección de André Lefèbvre. La idea era producir un vehículo muy ligero y en forma de gota de agua, que fuera más moderno y más pequeño que el 2 CV. Uno de los prototipos, el Citroën C-10 ha sobrevivido y todavía es propiedad de Citroën. El aspecto general del vehículo era bastante similar al del Messerschmitt KR175. Estaba equipado con el mismo motor de 425 cc que el 2 CV. El vehículo también fue apodado Citroën Coccinelle (Mariquita en francés, por su parecido al insecto).

## Modelos de otros fabricantes basados en el 2 CV

### 4x4
Varias preparaciones 4×4 fueron fabricadas por constructores independientes, como Marc Voisin, con sede cerca de Grenoble, en algún caso a partir de un chasis Méhari 4×4 y la carrocería del 2 CV. En el Reino Unido, Louis Barber construyó un modelo de 2 CV de cuatro ruedas motrices monomotor. A finales de la década de 1990, Kate Humble, del programa Top Gear de la BBC, realizó una comparativa todoterreno de este vehículo frente a un Landrover Defender. El 2 CV resultó vencedor.
Otro modelo muy diferente, un 2 CV con doble tracción delantera independiente, el Citroën Cogolin de 1952, también conocido como el "Bicéphale", fue construido para el Servicio de Bomberos francés -Sapeur-Pompiers. Estaba pensado para acceder a lugares estrechos y salir de ellos sin necesidad de cambiar de sentido,.

### Extensiones de maletero
Algunos propietarios deseaban tener más capacidad para el equipaje en el sedán 2 CV. Los primeros 2 CV podían equiparse con una tapa redondeada del maletero, que recordaba a los cofres traseros de los Traction Avant de posguerra. También se diseñaron extensiones del maletero del automóvil utilizando la tapa original y las bisagras, pero en posición horizontal, con la extensión debajo.

### Remodelaciones locales

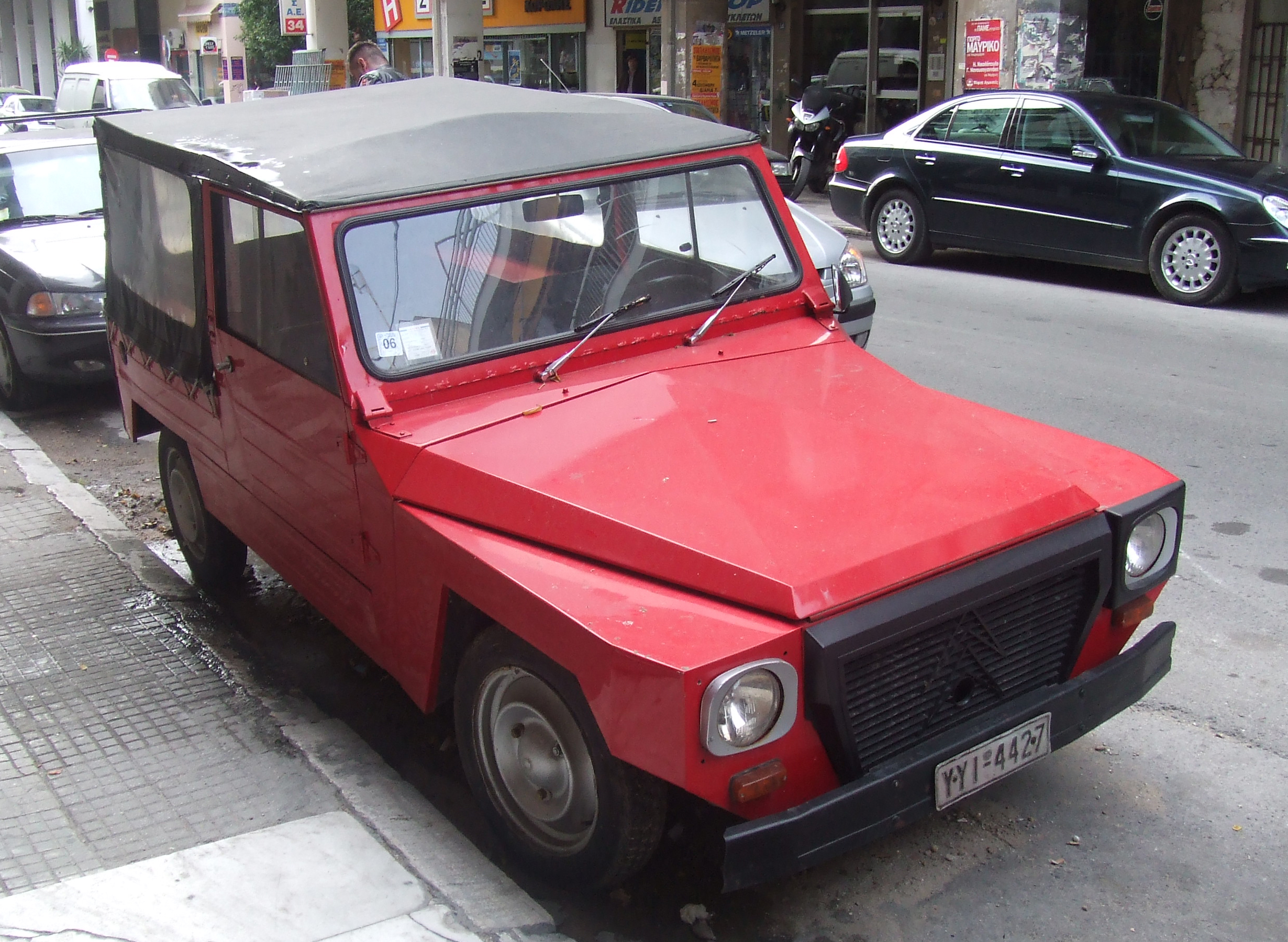
Citroën Pony, fabricado por Namco en Grecia.

También se comercializaron el Citroën Pony en el mercado griego; y el Citroën FAF y el Baby-Brousse en el mercado africano. Con carrocerías de tipo Mehari, eran vehículos utilitarios basados en el 2CV, construidos a partir de juegos preparados de piezas mecánicas, con muchos componentes de origen local. Ensamblados en pequeños talleres locales, se produjeron de forma generalizada vehículos similares basados en el 2 CV en un gran número de países, incluidos Irán (Baby-Brousse, Jyane-Mehari), Vietnam (Dalat), Chile (Yagan), Bélgica (VanClee), España, Portugal y otros.

### Por piezas y especiales
Ejemplos de autos deportivos a partir de juegos de piezas preparados basados en el 2 CV, incluyen modelos como los Pembleton, BlackJack Avion y Lomax de Gran Bretaña, y Burton y Patrón de los Países Bajos. Varios también estaban disponibles en versiones de tres ruedas (una sola rueda en la parte trasera), como el primer automóvil deportivo de Morgan. Algunos han sido equipados con motores de motocicletas de dos cilindros enfriados por aire más grandes. Para usarse como furgonetas de transporte, algunos modelos de salón fueron habilitados como camionetas utilizando reconstrucciones de fibra de vidrio de secciones corrugadas de la caja trasera del 2CV Fourgonnette. El "Beduino" era un coche por piezas con carrocería de madera de paneles planos.

### UMAP Coupé
La pequeña compañía francesa UMAP se estableció en 1956 en el pueblo francés de Bernon (Aube), propiedad de Camille Martin, exalcalde de la localidad. El acrónimo UMAP significa Usine Moderne d'Applications Plastiques - (Fábrica de aplicaciones plásticas modernas). UMAP produjo el SM 425 y el SM 500 a partir de 1957, dos cupés idénticos externamente basados en el Citroën 2 CV. La producción se suspendió en 1958.

## Preparaciones
La empresa neerlandesa Burton fabrica un kit para aumentar la cilindrada del motor M28 a 652 cm³. El conjunto incluye cilindros de fundición, pistones, segmentos, presillas y un juego de chiclés para optimizar la mezcla. La compresión es de 9:1, si bien existe en opción un kit de compresión 8,5:1. Las tolerancias del pistón y el cilindro se ajustan a las especificaciones originales de Citroën. La empresa promete un aumento de par y potencia con la instalación del kit.

## Vehículo histórico y de coleccionista
El Citroën 2 CV es muy apreciado como vehículo histórico. Solo en Reino Unido, 10 963 unidades de este modelo tenían al día el vehicle registration certificate —el equivalente del IVTM español, un impuesto de circulación anual— en 2019. 
Hay multitud de clubs de entusiastas del 2 CV en muchos países. Internacionalmente, la Amicale Citroën Internacionale es una organización que promueve concentraciones en diversos países y actúa como coordinadora de los diferentes clubs Citroën mundiales. Organiza el Congreso Mundial del 2 CV, una concentración que se celebra cada dos años y cuya primera edición se celebró en Finlandia en 1975. Asimismo, son numerosas las concentraciones de menor rango que el Congreso Mundial en países como España, Francia, Reino Unido, Portugal, Argentina o Chile.
Un modelo en buen estado, sin rastro de corrosión y con el chasis galvanizado, puede encontrarse en el Reino Unido por entre 5700 y 8000 euros. Por encima de ese valor, el auto debe estar en un estado impecable. Si el vehículo es para restaurar, se puede encontrar entre 230 y 3400 euros. Por 4000 euros es posible encontrar una buena unidad en estado original y si está parcialmente restaurada, unos 500 euros más.
En relación con los repuestos y las restauraciones, la disponibilidad de recambios es absoluta, desde el chasis hasta la carrocería, pasando por cualquier elemento mecánico. En Francia, cabe destacar la empresa 2 CV Mehari Club Cassis, proveedor oficioso de las piezas de recambio del Mehari, 2 CV y Dyane. Comenzó como especialista de versiones especiales durante la época de producción del Mehari y cuando dejó de fabricarse, Citroën le transfirió el utillaje original como reconocimiento a su labor. Además de producir y distribuir cualquier pieza, la empresa realiza restauraciones completas, fabricando el chasis si fuera necesario. En Reino Unido, destacan, por un lado, Ecas 2 CV Parts, distribuidor y fabricante de recambios (producen los que no están disponibles en el mercado y son muy apreciados por la calidad de sus chasis), y por otro lado, Cambridge 2 CV Ltd, empresa que restaura, repara y revende 2 CV y otros vehículos bicilíndricos de Citroën.
A la hora de comprar un 2 CV es muy importante comprobar el estado del chasis y si está galvanizado. La corrosión era uno de los defectos más habituales del modelo, un chasis que no esté en perfecto estado es muy probable que acabe dando muchos problemas. En el motor, hay que ver si la presión del aceite del cárter es correcta, puede esconder una fuga en el filtro de aire o en la junta de la varilla de empuje. También debe prestarse atención al estado del radiador de aceite, elemento fundamental en los motores refrigerados por aire. En el apartado de la caja de velocidades, los cambios deben ser suaves y sin crujidos. Su talón de Aquiles es la sincronización de la tercera marcha. También es recomendable verificar el estado de los rodamientos (el ruido delata su mal estado). Sobre la dirección, si estuviese pesada podría indicar que el chasis está doblado.

## En la cultura popular

### Películas
Resulta muy común ver este pequeño Citroën en numerosas películas europeas —sobre todo francesas—, debido al carácter popular que este coche tuvo en gran parte de Europa y América del Sur.
- 1964 - El gendarme de Saint-Tropez (Jean Girault): hay unas escenas donde Louis de Funès hace dedo y es transportado en un 2 CV por una religiosa amante de la velocidad, generándose un clima cómico con un asustado Funès ante la manera de conducir de la religiosa.
- 1967 - Sor Citroën (Pedro Lazaga): La hermana Tomasa (Gracita Morales) aprende a conducir en 2 CV originando situaciones disparatadas. Se trata de una comedia costumbrista ambientada en la España de los años 1960.
- 1981 - For Your Eyes Only (John Glen): James Bond (Roger Moore) conduce un 2 CV amarillo brillante. Hay incluso una elaborada persecución del coche, a través de un bosque mediterráneo en España (en realidad se rodó en Grecia) en las inmediaciones de Madrid. Bond utilizó las capacidades únicas del modestamente motorizado 2 CV y sus habilidades al volante para escapar de sus perseguidores que iban en Peugeot 504 sedanes, en una de las persecuciones más recordadas de la saga, pues hace énfasis en la habilidad personal cuando los recursos son limitados. Esto se ve sobre todo en la maniobra que realiza Bond marcha atrás (vuelta bandolera, maniobra del contrabandista o giro en «J») que hace girar el 2CV en 180 grados, poniendo el coche en dirección contraria a la que llevaba y pasando de marcha atrás a adelante. El coche en la película fue equipado con el motor bóxer de cuatro cilindros de un Citroën GS para conseguir un poco más de potencia. Una de las muchas series limitadas de la producción del 2 CV en los años 1980 era una serie de vehículos «2 CV’s James Bond» equipados con el motor estándar plano bicilíndrico, pintado en amarillo con el número «007» en las puertas delanteras y agujeros de bala falsos. Este coche fue popular en miniaturas, de Corgi Toys.
- 1991 - La Frontera (Ricardo Larraín): Una machi (médica-sacerdotisa) indígena mapuche (representada por Gricelda Núñez) se desplaza cargando todas sus yerbas medicinales en una Citroneta. En el filme hay una recordada escena surrealista en la que aparece el 2 CV.
- 2001 - A la revolución en un dos caballos (Maurizio Sciarra): Trata sobre tres jóvenes, un italiano, un portugués y una francesa, que viajan de París a Portugal en un 2 CV amarillo para participar en la Revolución de los Claveles. En realidad es una película de carretera en la que el auto tiene condición de protagonista.
- 2002 - Kamchatka (Marcelo Piñeyro): Protagonizada por Cecilia Roth y Ricardo Darín. Como consecuencia del golpe militar de marzo de 1976, una familia huye de los militares en un 3 CV amarillo. La escena final, en la que los padres deben abandonar a sus hijos, involucra al auto alejándose en la distancia.
- 2015 - El Rey del once (Daniel Burman) : Ariel (Alan Sabbagh) conduce un destartalado 2 CV amarillo y blanco por las calles de Buenos Aires.
- 2016 - Ni jueza, ni sumisa (Jean Libon, Yves Hinant) - La jueza Anne Gruwetz utiliza un 2 CV azul para sus desplazamientos cotidianos por Bruselas.

### Series
- Tal como en la historieta, Joaquín Salvador Lavado (Quino) incluye la Citroneta en las historias de Mafalda, este vehículo aparece en diferentes viñetas de la serie.

- En la serie británica CI5 - The Professionals, una mujer asiática que ha cometido varios asesinatos huye a bordo de un 2 CV amarillo. El jefe de los agentes, George Cowley, (interpretado por el actor Gordon Jackson) le comunica a sus agentes por radio «una mujer en un 2 CV no puede llegar muy lejos» para añadir luego «no hay demasiados autos como este en Londres».

- En Chile, el canal TVN produjo la teleserie Estúpido Cupido (Vicente Sabatini, Leonardo Rojas) en 1995.

- En la popular serie, Verano azul, producida por Televisión Española, Julia, uno de los personajes protagonistas, conduce un 2 CV, que aparece en varios episodios.

### Publicidad
En los años 1970 aparecieron en Chile distintos comerciales de Citroën con este popular modelo, la Citroneta, para el que se creó el eslogan «Para Gente Encantadora». Asimismo, en un video institucional de la Televisión Nacional de Chile, grabado también en los años 1970, aparece este vehículo como automóvil de prensa del Canal Estatal, en blanco y negro.

### Literatura
- En 1955, la Editorial Juventud publicó en España Dos hombres, 2Hp., dos continentes de Jacques Cornet, que narra un viaje por Europa y América en un 2 CV.

- Los personajes de la novela La balsa de piedra, del Premio Nobel portugués José Saramago, recorren gran parte de la península ibérica en un coche que tiene una lona por techo y al cual tanto el narrador como los personajes llaman «Dos Caballos».

- También se menciona el Citroën 2 CV en la obra de Robert Linhart (De cadenas y de hombres), en la que se describe el proceso de montaje del vehículo de forma muy general, pero con una pequeña descripción de los talleres que había en la fábrica Citroën.

- El dibujante argentino Quino incluye el Citroën 2 CV en su tira Mafalda, como el coche del padre.

- La escritora catalana Gemma Lienas publicó en 1987 la novela infantil 2 CV en la que se narran las aventuras de dos hermanos que viven en un viejo 2 CV abandonado en la Carretera del Carmel, en Barcelona. Obtuvo el premio Ramón Muntaner de literatura juvenil.

- En la tira El loco Chávez, publicada en el matutino Clarín, de Argentina, el protagonista se movilizaba en un Citroën 3 CV, versión argentina del modelo.

- En el libro La noche de la Usina, de Eduardo Sacheri, el Citroën 2 CV modelo 1967 de uno de los protagonistas, Belaúnde, tiene una escena memorable mientras su dueño y un amigo conducen en la tormenta bajo la lluvia y el granizo por la Avenida 25 de Mayo hacia el oeste (pag. 102 a 106).

- En los cómics de Tintín, Hernández y Fernández viajan en un 2 CV.

### Videojuegos
- En la saga de videojuegos del Profesor Layton, el profesor Hershel Layton tiene un coche muy parecido al Citroën 2 CV, que se apoda Laytonmóvil.

## Sobrenombres
El 2 CV es conocido por una gran cantidad de sobrenombres según el país: en Francia los más populares eran Deuche o Dedeuche (por deux chevaux, "dos caballos"); cabrilla o Cirila en España; Citroneta, Citrola en Chile; Rana, Citroneta, Chitrulo o Citroca en Argentina; de geit ("la cabra") en Flandes; die Ente (el pato) en Alemania; de lelijke eend ("el Patito Feo") o Citraka en Holanda; Spaček ("golfillo") en la antigua Yugoslavia; y Kacsa en Hungría. En algunas ciudades del sur de España ha sido popularmente conocida como "La pava" (genéricamente para todas las versiones del 2 CV y posteriores).